# Escoles històriques de Barcelona
Aquí es presenten institucions educatives històriques de Barcelona. Tenen en comú ser centres públics, o amb funció pública en algun moment de la seva història, i creats abans del 1939.
La majoria dels centres pertanyen a projectes escolars concebuts durant la Mancomunitat de Catalunya (1914-1923) i l'època de la Segona República Espanyola (1931-1939), en concret projectats per la Comissió de Cultura de l'Ajuntament de Barcelona (1916) o el Patronat Escolar de l'Ajuntament de Barcelona (1922), sobretot el darrer, que fou el resultat d'un projecte de gestió mixta entre l'Ajuntament de Barcelona i el Ministerio de Instrucción Pública, encapçalat per Manuel Ainaud i Sánchez i en col·laboració amb arquitectes com Josep Goday i Casals i artistes com Francesc Canyelles i Balagueró. Així, es van projectar un conjunt d'escoles i grups escolars que es van crear entre el 1917 i el 1934, en paral·lel a un nou projecte pedagògic i educatiu a càrrec de la Comissió de Cultura, que incloïa els mètodes educatius més capdavanters del seu temps, amb projectes escolars com els ideats per Goday, que fugien de l'opulència, buscant contenció i simplicitat, amb un tractament de l'espai molt especial. Els edificis monumentals són espaiosos, ben proporcionats i adaptats a les necessitats dels alumnes.

## Context històric
Els sistemes educatius públics nacionals apareixen a Europa a principis del segle xix arran del pensament Il·lustrat i dels fets derivats de la Revolució Francesa. A Espanya, durant la Guerra del Francès (1808-1814) la Constitució liberal de 1812, “La Pepa”, ja incorporava la idea de l'educació com un afer que havia de ser organitzat, finançat i controlat per l'Estat, assentant les bases de l'educació pública tal com la concebem avui dia. No serà fins a les mitjanies del segle xix, emperò, que s'establiran les bases per se del sistema educatiu espanyol, primerament amb el Reial Decret 17-IX-1845 del ministre de governació Pedro José Pidal, on l'Estat assoleix formalment la funció docent i s'estableix el dret a l'ensenyament dels ciutadans, així com, sobretot, amb l'establiment de la “Ley de Instrucción Pública 9-IX-1857”, coneguda comunament com a Ley Moyano degut al nom del Ministre de Foment del moment, Claudio Moyano Samaniego.
La Ley Moyano fou fruit del consens polític entre progressistes i moderats i significà la consolidació definitiva del sistema educatiu liberal i l'estabilitat en el desenvolupament de la instrucció pública, sobretot a nivell legislatiu i d'administració, per tal de fer front a la precària situació cultural del país i intentar modernitzar-lo a estàndards més propers a Europa. L'any 1856, l'índex d'analfabetisme en el conjunt d'Espanya superava el 80% de la població, la meitat dels nens en edat escolar (aleshores 6-9 anys) estava sense escolaritzar, al voltant del 42 % del professorat d'instrucció primària no tenia cap titulació específica i més del 60 % de les escoles no disposaven de material tècnic ni infraestructura adient.
Les característiques fonamentals d'aquesta llei són una marcada concepció centralista de l'ensenyament, el caràcter eclèctic i moderat en la solució de problemàtiques polítiques com la intervenció de l'Església en l'ensenyament o el pes dels continguts de caràcter científic en l'ensenyament secundari. Tot i el consens en la necessitat d'un sistema educatiu, a nivell de com havia de ser la política escolar el panorama fou molt més difícil, els diferents sectors polítics interpretaven la Constitució segons els seus interessos, amb assumptes com la religió essent especialment polèmics (Article XI de la Constitució de 1845 exposava que la religió oficial de l'Estat era la Catòlica Apostòlica Romana). Tot això, a efectes pràctics, volgué dir que l'orientació de l'educació seria més progressista o més lliberal depenent de qui hi hagués al govern la resta del segle xix. Així doncs, els valors del Regnat d'Isabel II que concebrà la Ley Moyano (1833-1868) contrastaran fortament amb el Sexenni Democràtic (1868-1874) i la Primera República (1873-1874), que alhora toparan amb els valors de la segona Restauració Borbònica (1874-1931), incloent a Catalunya la Mancomunitat (1914-1923) i a nivell espanyol la Dictadura de Primo de Rivera (1923-1930).
Així doncs, l'educació a començaments del segle xx estarà encara polaritzada entre els grups conservadors i monàrquics, que intenten preservar els interessos terratinents i eclesiàstics de l'Antic Règim en el si de la Restauració, i les forces progressistes i socials vinculades al republicanisme i l'obrerisme, amb l'afegit a Catalunya del catalanisme polític, que s'havia gestat i havia anat guanyant força durant el segle xix, sobretot a la segona meitat, i que estava vinculat sobretot a una burgesia que volia modernitzar-se i apropar-se a Europa.
El segle xix havia set un segle de prosperitat econòmica, gràcies a l'aparició de la indústria a Espanya, especialment a Catalunya, Astúries i al País Basc, les zones més productives, que treballaven sobretot amb matèries tèxtils, mineria i siderometal·lúrgia respectivament. Aquests models productius topaven amb la resta d'Espanya, predominantment basada en una economia agrària controlada per noblesa terratinent amb interessos en matèria de política exterior directament contraris als de les zones més industrialitzades. Això, juntament amb el context internacional del Romanticisme (els conceptes de llengua i pàtria queden equiparats per Johann Gottfried von Herder en el romanticisme alemany), havia facilitat a Catalunya l'aparició de la voluntat de recuperació de la llengua i la cultura pròpies, encetant-se de facto amb la publicació de l'Oda a la Pàtria de Bonaventura Carles Aribau, que obrirà el moviment cultural de la Renaixença. A partir de la seva crida es va presentar el desig de recuperar el català com a llengua pública i literària. El 1859 es recupera la celebració dels Jocs Florals, gràcies a Joaquim Rubió i Ors, donant solemnitat formal a la llengua catalana en una època de forta diglòssia en la qual gran part de la població catalanoparlant considerava la seva llengua secundària. S'ha de tenir en compte que l'Educació era únicament en castellà des de 1714 i que la llengua castellana era l'única que es trobava a l'espai públic. El català d'aleshores no tenia una normativa i presentava certes formes arcaiques i medievalitzants, context on cal interpretar alfabetització com a sinònim de castellanització i entendre que la burgesia i les classes més escolaritzades escrivien en castellà per ser la llengua culta tradicional. En el si d'aquest context cultural començarà a prendre forma el catalanisme com a moviment polític que acabarà conformant tres pols principals:
- El Republicanisme federal, liderat per Valentí Almirall amb la publicació del Diari Català i l'obra Lo Catalanisme.
- L'Església, a través del moviment encapçalat per Torras i Bages i la col·laboració de Jacint Verdaguer. La publicació més destacada d'aquest període és La Veu del Montserrat.
- Els intel·lectuals, mitjançant el grup liderat per Àngel Guimerà i la revista La Renaixensa.[5]

Així doncs, el 1880 té lloc el Primer Congrés Catalanista, on es reclama una escola catalana per transmetre la cultura i la llengua. Aquesta demanda té una primera resposta el 1882 amb la creació del Centre Català, constituït per Valentí Almirall. El 1883 es reuneixen al Segon Congrés Catalanista, donant pas al primer acte oficial en català: el Memorial de Greuges, document en què es demanen al rei Alfons XII certs privilegis polítics pels catalans com a compensació dels greuges i ofenses soferts des de 1714. En el si d'aquesta demanda els components del Centre Català (1882-1888) volien aconseguir el suport de la burgesia, però en aquest moment històric això fou inviable, la burgesia local no feia seu el català medievalitzant que es parlava aleshores i tenia més interessos polítics amb la classe dominant de Madrid que amb les figures del catalanisme del moment. Això feu que sorgís una branca popular del catalanisme, coneguda simplement coma a La Renaixença Popular, que escarnia aquells sectors burgesos que havien decidit usar el castellà com a llengua de cultura.
Veient que no aconseguien el suport de la burgesia, els integrants de La Renaixensa se separaren del Centre Català, creant-se eventualment l'alternativa de la Lliga de Catalunya (1887), que si aconsegueix el suport burgès. El 1888, aprofitant la visita de la Reina regent a Barcelona per l'Exposició Universal, redacten el Missatge a la Reina Regent, demanant autonomia política per a Catalunya.
El 1891 es fundà la Unió Catalanista, que no es presentà a les eleccions per considerar-ho absurd, donades les manipulacions caciquistes i les tupinades del període, freqüents durant l'alternança política que hi va haver en el poder a l'Estat espanyol entre el Partit Liberal i el Partit Conservador durant la Restauració monàrquica (1874-1931). Aquest partit redactà les Bases de Manresa, un programa d'autonomia política per Catalunya. Àngel Guimerà pronuncià un discurs en què demanava que el català fos llengua oficial, i tot seguit la burgesia retirà el seu suport a aquest partit perquè identificava la demanda de la llengua oficial amb el moviment del republicanisme.
La situació de suport al catalanisme va canviar a partir del Desastre de 1898, la pèrdua de les darreres colònies espanyoles d'ultramar (Cuba i Filipines), que propicià una notable pèrdua econòmica a la burgesia catalana. Arran de la crisi social i econòmica que provocà la pèrdua de les colònies, el 1901 es va crear la Lliga Regionalista, un partit polític a través del qual la burgesia catalana va tenir un poder hegemònic les primeres dècades del segle xx. La Lliga era un partit d'un caràcter evidentment conservador de tendència catalanista que va tenir el suport tant de la burgesia industrial, els comerciants i els treballadors professionals, com de l'Església catòlica local. Els seus dirigents més destacats van ser Enric Prat de la Riba, Francesc Cambó i Josep Puig i Cadafalch. El partit va assolir una destacada victòria a les eleccions legislatives del 1901.
Amb el temps, la voluntat de construcció d'un tramat institucional politicocultural propi fructificà en la primera concreció institucional de caràcter polític amb el govern central d'Espanya, la Mancomunitat de Catalunya (1914-1923), institució que agrupà les quatre diputacions catalanes (Barcelona, Lleida, Girona i Tarragona) i fou presidida per Enric Prat de la Riba (1914-1917) i després per Josep Puig i Cadafalch (1917-1925). Tot i que en un principi només havia de tenir funcions purament administratives, va dur a terme una tasca important de creació d'infraestructures de camins i ports, obres hidràuliques, ferrocarrils, telèfons, beneficència o sanitat. També va emprendre iniciatives per augmentar els rendiments agrícoles i forestals introduint millores tecnològiques, de serveis i educatives i va potenciar els ensenyaments tecnològics necessaris per la indústria catalana.

L'Educació fou un tema cabdal per a la Mancomunitat, l'any 1916 es crea la Comissió de Cultura de l'Ajuntament de Barcelona, l'objectiu de la qual era coordinar els serveis culturals i escolars municipals i resoldre, a través d'un organisme tècnic davant del qual hi ha Manuel Ainaud i Sánchez, la manca de places escolars a la ciutat. El seu esforç és ampliat amb la creació del Patronat Escolar de Barcelona entre el Ministeri d'Instrucció Pública i l'Ajuntament de Barcelona, patronat que podrà regir els seus propis grups escolars. Establert per Reial Decret gràcies a les negociacions de Manuel Ainaud, aleshores cap de l'assessoria tècnica de la Comissió de Cultura. A part dels centres experimentals que ja gestionava la Comissió, com l'Escola del Bosc de Montjuïc, fundada el 1914, o l'Escola del Mar, que començà a funcionar el mateix 1922, El Patronat va permetre a l'Ajuntament seleccionar un professorat innovador, entre el magisteri oficial, per als dos primers grups escolars monumentals: el Baixeras i La Farigola.

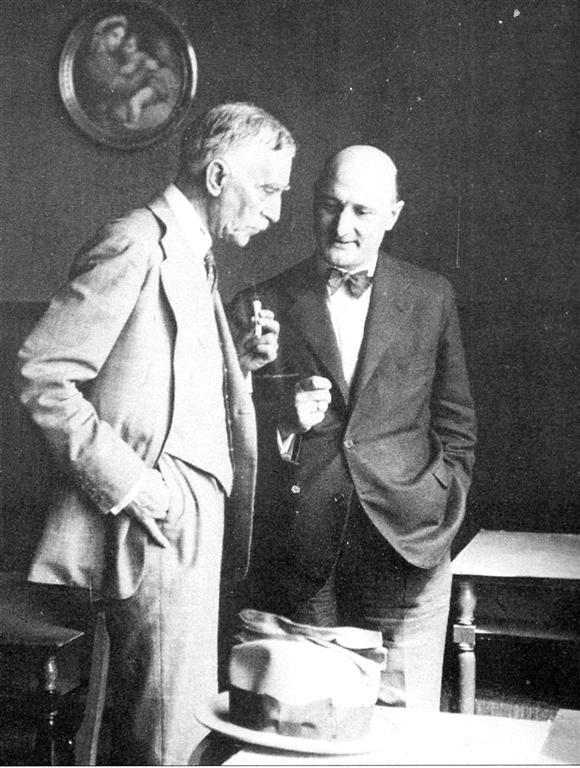
Manuel Ainaud i Francesc Macià, dos dels impulsors de la reforma educativa i del Patronat Escolar de l'Ajuntament de Barcelona.

El Patronat fou suprimit per la Dictadura de Primo de Rivera el 1924 i restablert el 1930, ampliant la seva gestió a les noves escoles que s'havien d'inaugurar el març de 1931, amb la II República, ubicades en edificis projectats per Josep Goday: Milà i Fontanals i Lluïsa Cura al Raval, Ramon Llull a la Diagonal, Lluís Vives a Sants, Pere Vila a tocar de l'Arc de Triomf; en edificis remodelats pel mateix arquitecte: Dolors Monserdà a Sarrià, Les Corts a la plaça Comes, Baldiri Reixach al Parc Güell i Jacint Verdaguer al carrer Lleida (Montjuïc) i també en edificis més senzills, ubicats als barris de cases barates, el Bonaventura Carles Aribau (Passeig de Mollerussa, 71, Sant Andreu); el Francesc Pi Margall al Pont Nou de santa Coloma (Sant Andreu, aquest seria l'actual Emili Juncadella) i el Sant Raimon de Penyafort a la carretera del Port (Can Tunis), aquests últims projectats per l'arquitecte Xavier Turull. Durant els anys de la II República, l'acurada tria de directors, homes i dones rellevants per la seva trajectòria pedagògica, i la voluntat dels mestres seleccionats, donaren un impuls decisori en la renovació escolar a Barcelona. Aquests centres, des de la victòria republicana d'abril de 1931, incorporaren de forma generalitzada la llengua catalana i el nou ideari laic als seus ensenyaments i atragueren famílies d'extracció sociocultural diferent al redós de la xarxa pública. Els seus alumnes se n'enorgulliren per la categoria dels seus mestres i per la magnificència dels seus edificis. El règim del Patronat es va mantenir després de l'aprovació de l'Estatut d'autonomia de 1932, en no atorgar competències plenes d'ensenyament a la Generalitat republicana i tornà a quedar suspès temporalment arran els fets d'octubre de 1934. En època republicana, el Patronat amplia la seva gestió a les escoles que s'anaren inaugurant per satisfer la demanda popular de places públiques. A poc a poc, les aules esdevingueren mixtes, acollint nens i nenes. D'aquests grups, sols el Collaso i Gil al carrer Sant Pau i el Giner de los Rios al Turó de la Peira, eren de nova planta, mentre que la resta eren adaptacions, algunes d'edificis de l'Exposició Internacional de 1929. Les noves escoles foren: el pavelló de Roquetes, els Hotels de la plaça Espanya convertits en Institucions de cultura Francesc Macià, l'Hotel Manso Casanoves a Horta-Guinardó, convertit en GE Pau Iglesias, les escoles Casas de Formació Domèstica; el grup escolar de la Rambla Volart; el Casal del Marí a la Barceloneta, el Grup Escolar Duran i Bas a Les Corts.
La sintonia d'Esquerra Republicana de Catalunya, en majoria a l'Ajuntament, amb la política laïcista del govern republicà, propicià que es portessin a terme les confiscacions dels edificis de la Companyia de Jesús, on també s'ubicaren Grups escolars a Casp, Rosselló i Sarrià el 1932.
El Patronat es mantingué durant els anys de la guerra, i quedà suprimit a partir de la derrota republicana de 1939. Molts dels directors dels Grups Escolars foren expulsats de la docència a causa de les depuracions, i els centres passaren a ser "Escuelas Nacionales" dependents del Ministerio de Educación Nacional. Des de Madrid, s'imposà la desaparició de qualsevol indici de catalanitat i l'adoctrinament en els conceptes del nacional-catolicisme.

## Ciutat Vella

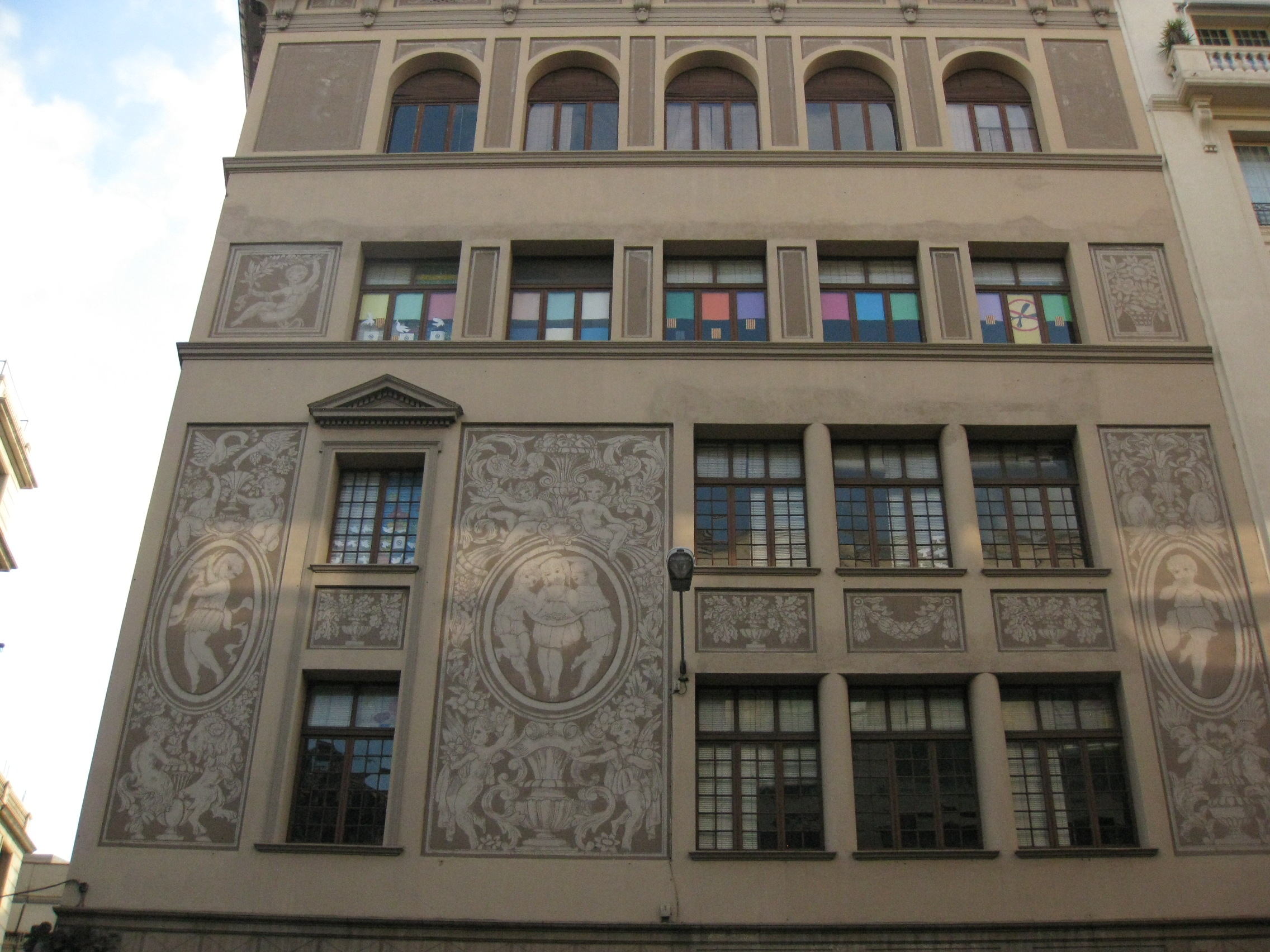
Escola Baixeras, amb terracotes i esgrafiats de tema infantil de Francesc Canyelles. Aquí es veu la façana de la Via Laietana.

### Escola Àngel Baixeras

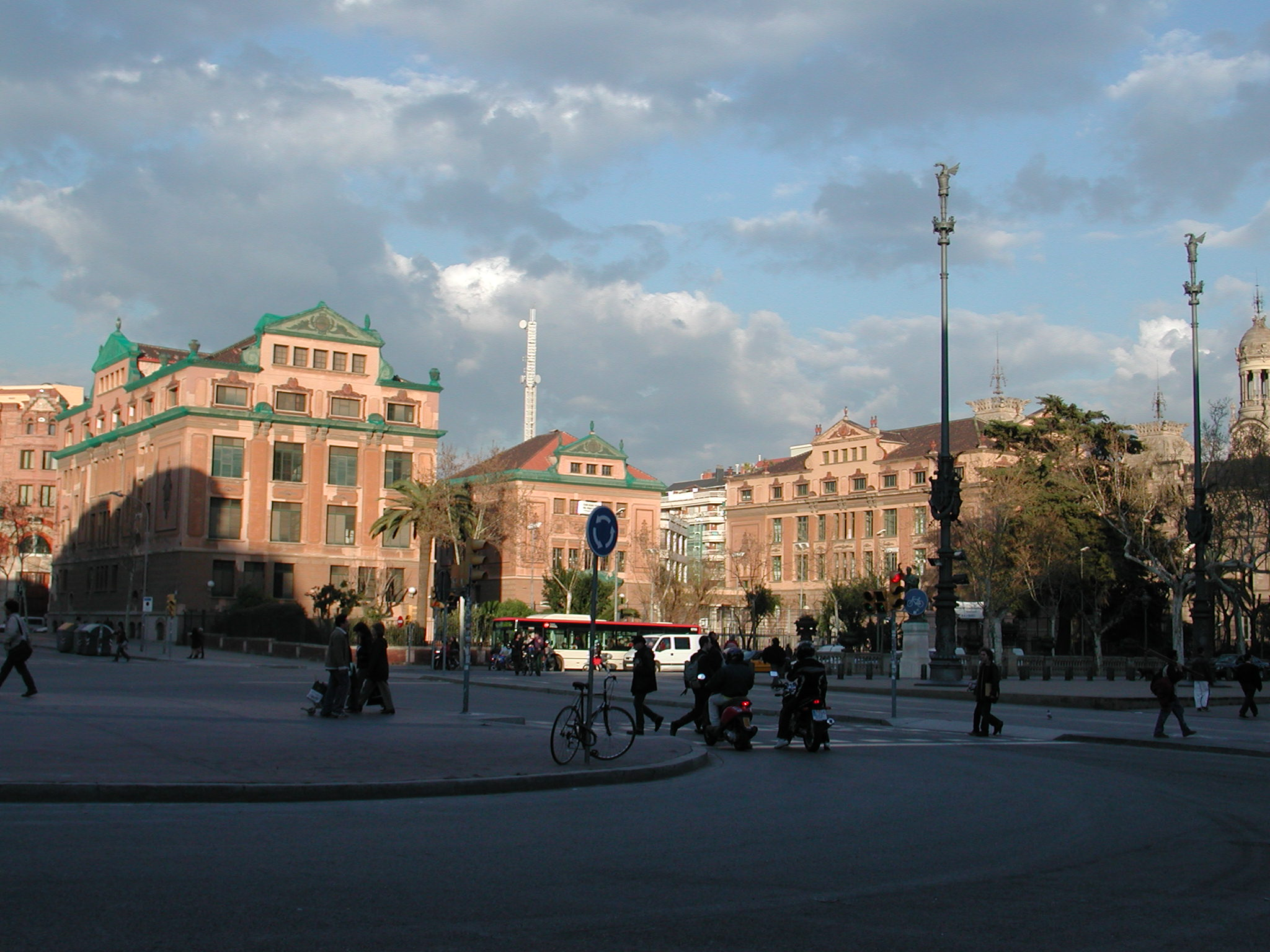
Escola Pere Vila, des del passeig de Sant Joan.

L'edifici de l'Escola Baixeras, inaugurat l'any 1922 com a Grup Escolar Baixeras, presenta unes singularitats respecte els altres grups escolars dissenyats per Goday. L'espai físic al solar no donava per fer una escola de grans dimensions, així va ser un grup només per a nens, posat que en el districte les escoles de nens estaven en pitjors condicions. Va ser la primera escola Graduada i la col·locació de la primera pedra tingué lloc el 10 de novembre de 1917.
Tot i les diferències, si que trobem trets bàsics comuns als altres Grups Escolars: el sistema constructiu, la formalització de la imatge, les dimensions dels espais, el sistema pictogràfic i senyalètic o l'equipament, són constants que es mantenen als altres grups escolars dissenyats. El finançament de l'escola va ser possible gràcies a Àngel Baixeras i Roig, que en el seu testament va donar 500 000 pessetes per a la construcció d'un col·legi, la qual cosa va permetre la construcció del centre escolar que porta el seu nom, vora la Via Laietana que ell mateix havia concebut.

### Escola Pere Vila
L'escola Pere Vila va ser inaugurada l'any 1931 com a “Grup Escolar” i va ser dissenyada per Josep Goday i Casals. El finançament de la construcció de l'edifici va ser possible gràcies al llegat de Pere Vila i Codina, que va morir a l'Argentina. En homenatge van donar el seu nom al centre.

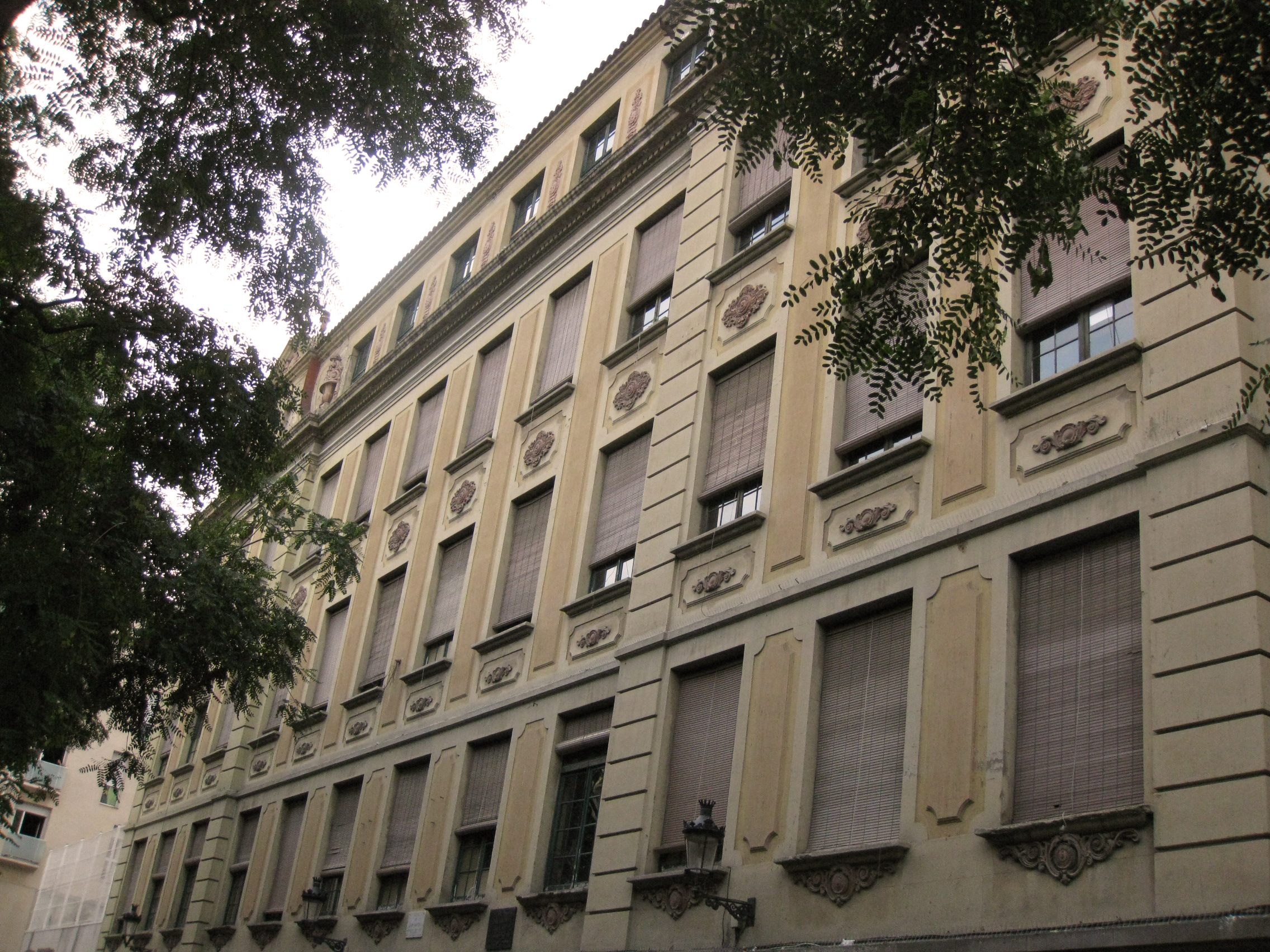
Escola Milà i Fontanals, façana del carrer del Carme.

### Escola Milà i Fontanals
En els seus inicis va ser anomenat Grup Escolar Milà i Fontanals – Lluïsa Cura i va ser dissenyat per Josep Goday. La inauguració de l'escola tingué lloc el 29 de març de 1931, poc abans de la proclamació de la II República. La primera directora del centre va ser la pedagoga Rosa Sensat i Vilà i s'aplicaven al centre els corrents de renovació pedagògica. En finalitzar la Guerra Civil el 1939 i amb el sistema dictatorial imposat pels rebels, es va prohibir l'ús del català i es va tornar a un model pedagògic tradicional. El nom és en homenatge a Manuel Milà i Fontanals, filòleg i escriptor.

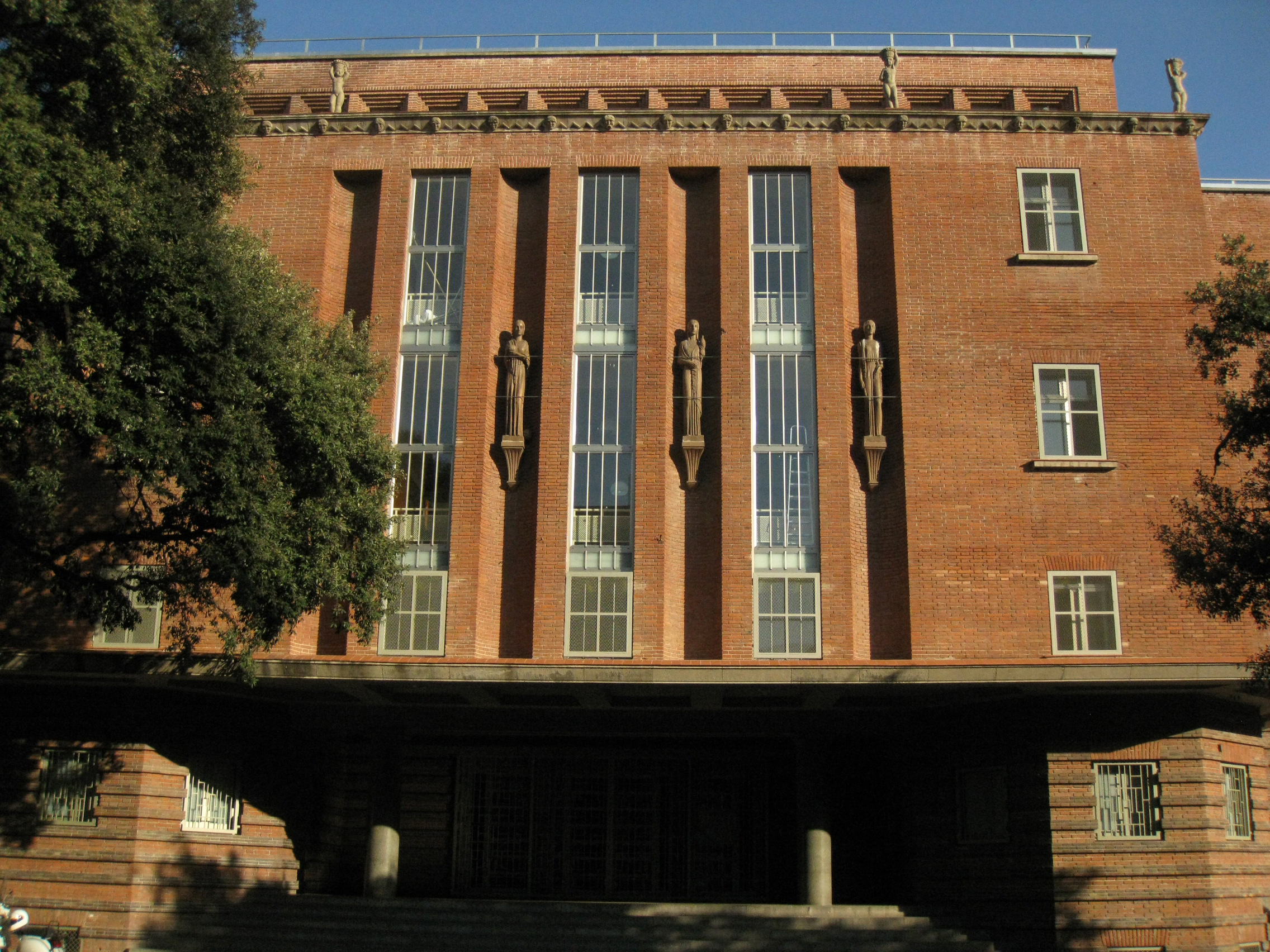
Grup escolar Collaso i Gil, d'estil expressionista, construït a la dècada del 1930 per Josep Goday, situat al carrer Sant Pau, al Raval de Barcelona. Hi destaquen dues columnes rematades per un lleó a la reixa d'entrada, que li atorguen més caràcter monumental.

### Escola Collaso i Gil
L'escola Collaso i Gil es va inaugurar el 20 d'octubre de 1935 amb Lluís Alabart com a director. Dissenyada per Josep Goday, la primera pedra es va posar formalment el 6 de març 1932 en un acte públic amb la presència de Francesc Macià i Llussa, aleshores president de la Generalitat. Tot i això, defectes en la seva construcció van donar maldecaps a Goday fins poc abans de la seva mort. Després de la Guerra Civil el govern de la dictadura va depurar mestres equip directiu així com van tornar-se a segregar nens i nenes.
El nom de l'escola és un homenatge a Josep Collaso i Gil, polític i filantrop català, que va deixar el seu llegat per construir diverses escoles, així com l'Hospital de la Santa Creu i Sant Pau.

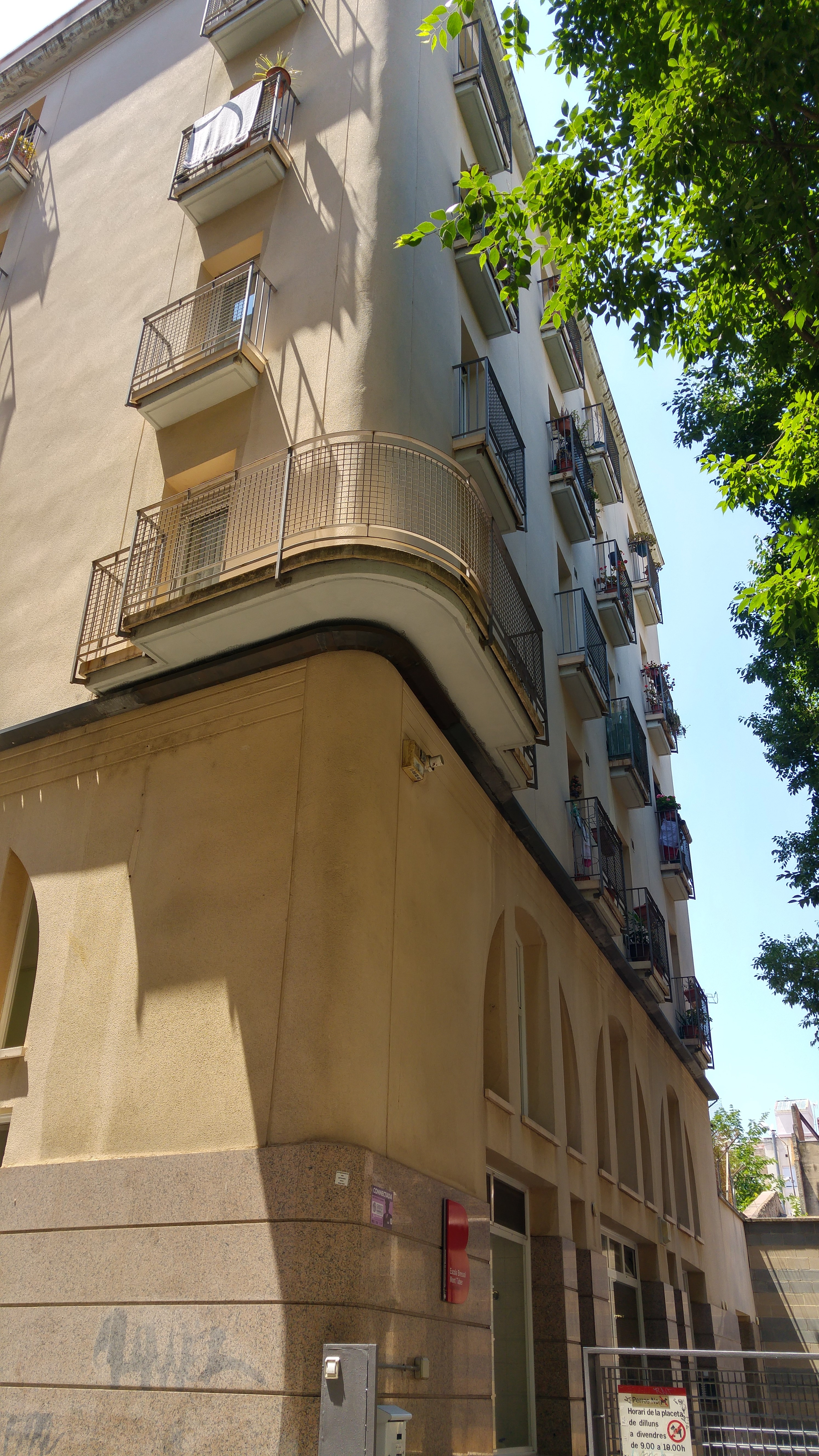
Façana de l'escola al Cim del mont Tàber, a la ciutat vella de Barcelona.

### Escola Bressol Municipal Mont Tàber
L'any 1931 es va obrir l'escola precursora de l'actual escola bressol atenent a fills i filles de famílies treballadores amb problemàtiques socials diverses. Fins aquell moment l'edifici va funcionar com Alcaldia. Amb un tarannà assistencial, per tal d'assegurar el menjar i l'atenció als infants del barri, el centre no va tancar durant la guerra. Un cop acabada la guerra, es va convertir en un centre per atendre nens i nens de famílies pobres o refugiades. L'edifici original era una antiga casa fàbrica anomenada Jaume Vallès (1828) i situada al carrer Sadurní número 13, però també va funcionar com a alcaldia, com s'ha dit abans, parvulari i com a escola d'atenció educativa especial. L'any 2000, amb una reforma urbanística de la zona, es va traslladar l'escola al carrer Santa Elena, número 4.

### Escola Bressol Canigó
L'escola estava emplaçada a l'actual Raval i originalment era un antic hospital-asil, que estava regentat per l'orde de religioses Carmelites de Sant Josep. Durant la guerra civil una bomba va destruir l'edifici. L'orde va demanar ajuda a l'ajuntament que va reconstruir-lo durant el 1937-39 passant a ésser un asil-guarderia municipal. El 1972 després d'un conveni amb l'orde es converteix en escola bressol. L'any 1982 passà a titularitat exclusiva de l'Ajuntament.

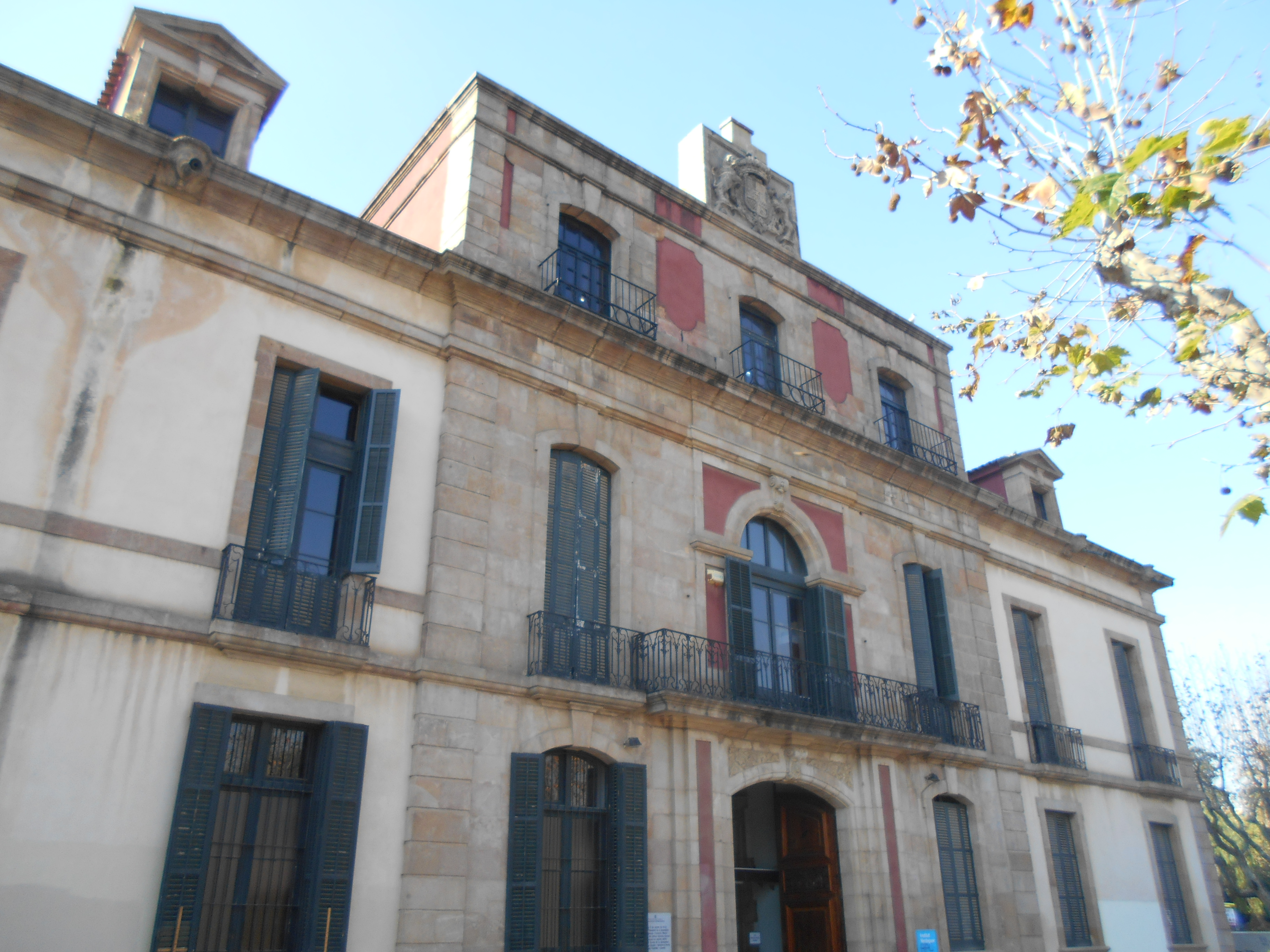
Antic Palau del Governador, actual Institut Verdaguer.

### Institut Verdaguer
L'institut Verdaguer, també conegut com a Institut-Escola de la Generalitat o Institut-Escola del Parc de la Ciutadella, està situat a l'antic palau del Governador del Parc de la Ciutadella, és obra de l'enginyer Prosper de Verboom (1665-1744), primer governador de la ciutat que el bastí el 1727. Del conjunt originari de la Ciutadella només es conserven els edificis d'estil neoclàssic francès: el Parlament, la Capella i l'Institut Verdaguer. La façana de l'institut encara conserva l'escut borbònic a la part alta. A través d'una porta magnífica i d'un passadís s'accedeix al pati rectangular. La resta de l'edifici, tant les bigues de fusta de melis, com els sostres enteixinats i els parquets són els originals el segle xviii, així com les primeres mansardes que es bastiren a Barcelona. L'edifici fou reconvertit el 1932 en l'Institut-Escola de la Generalitat Republicana després d'haver funcionat com a quarter de bombers. A la façana trobem una placa amb el següent text: "El dia 3 de febrer de 1932, essent President de la Generalitat de Catalunya Francesc Macià i Conseller de Cultura Ventura Gassol, s'inaugurà en aquest edifici l'Institut-Escola de la Generalitat. Fou el seu creador i director el doctor Josep Estalella i Graell. Barcelona, desembre de 1992".

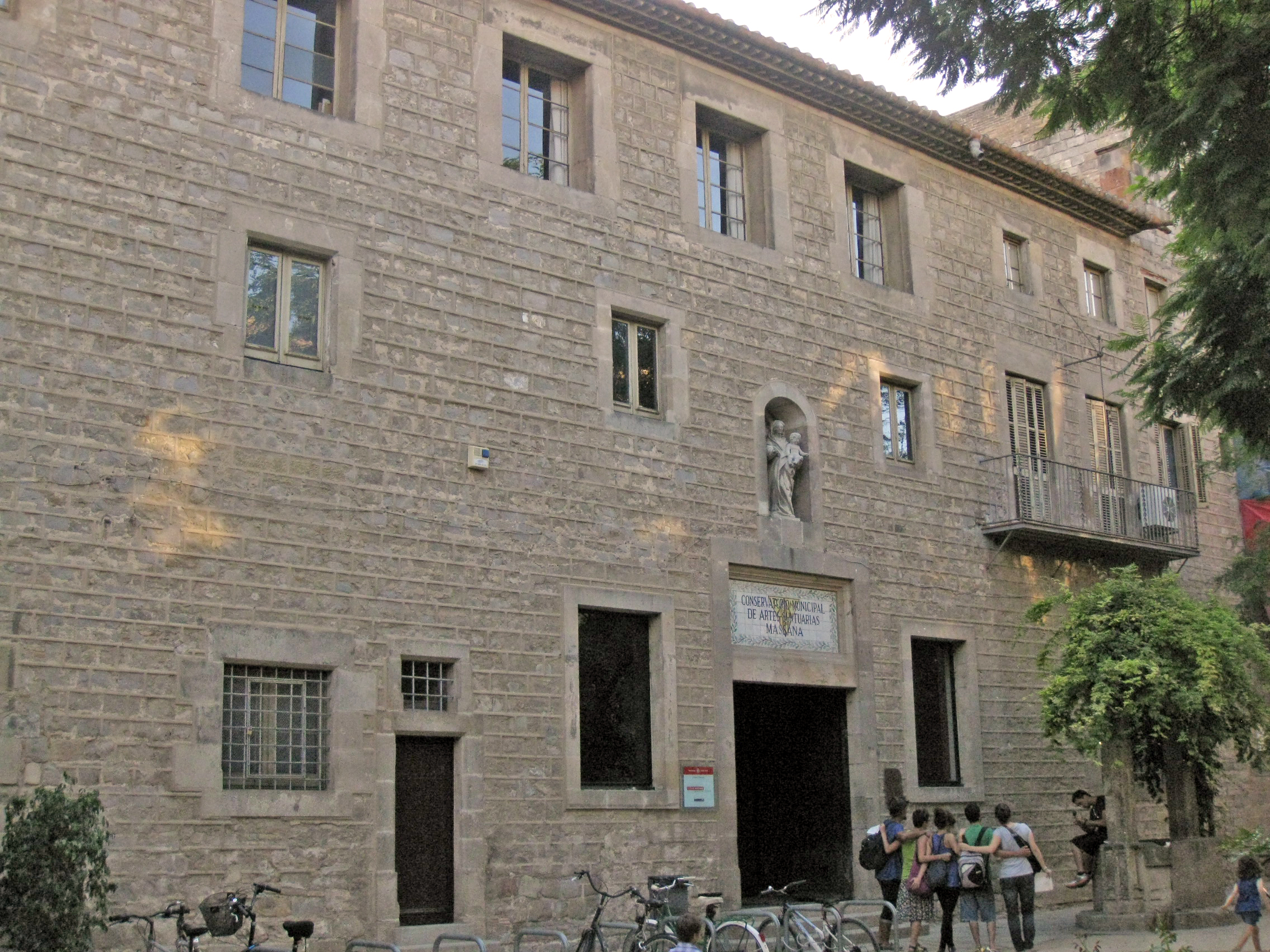
Antic Hospital de la Santa Creu, vast edifici gòtic del, al Raval de Barcelona. Antiga seu de l'Escola Massana.

### Escola Massana. Centre d'art i disseny
L'Escola Massana és el centre municipal d'art i disseny inaugurat el 14 de gener de 1929 gràcies al llegat del pastisser i filantrop barceloní Agustí Massana. L'escola se situava a un edifici gòtic del segle XV de l'Antic Hospital de la Santa Creu. El curs 2017-2018 la seu es traslladarà a un nou edifici projectat per l'arquitecta Carme Pinós, a la plaça de la Gardunya, al Raval. És un centre de referència en l'ensenyament de les arts i del disseny, l'escola situa l'alumne com a epicentre de l'aprenentatge, encarant la seva formació en dues direccions, a través de l'experiència en els tallers, aprenentatge de fer, i a través de la recerca, el pensament i reflexió crítica, aprenentatge de saber.

### Institut Narcís Monturiol

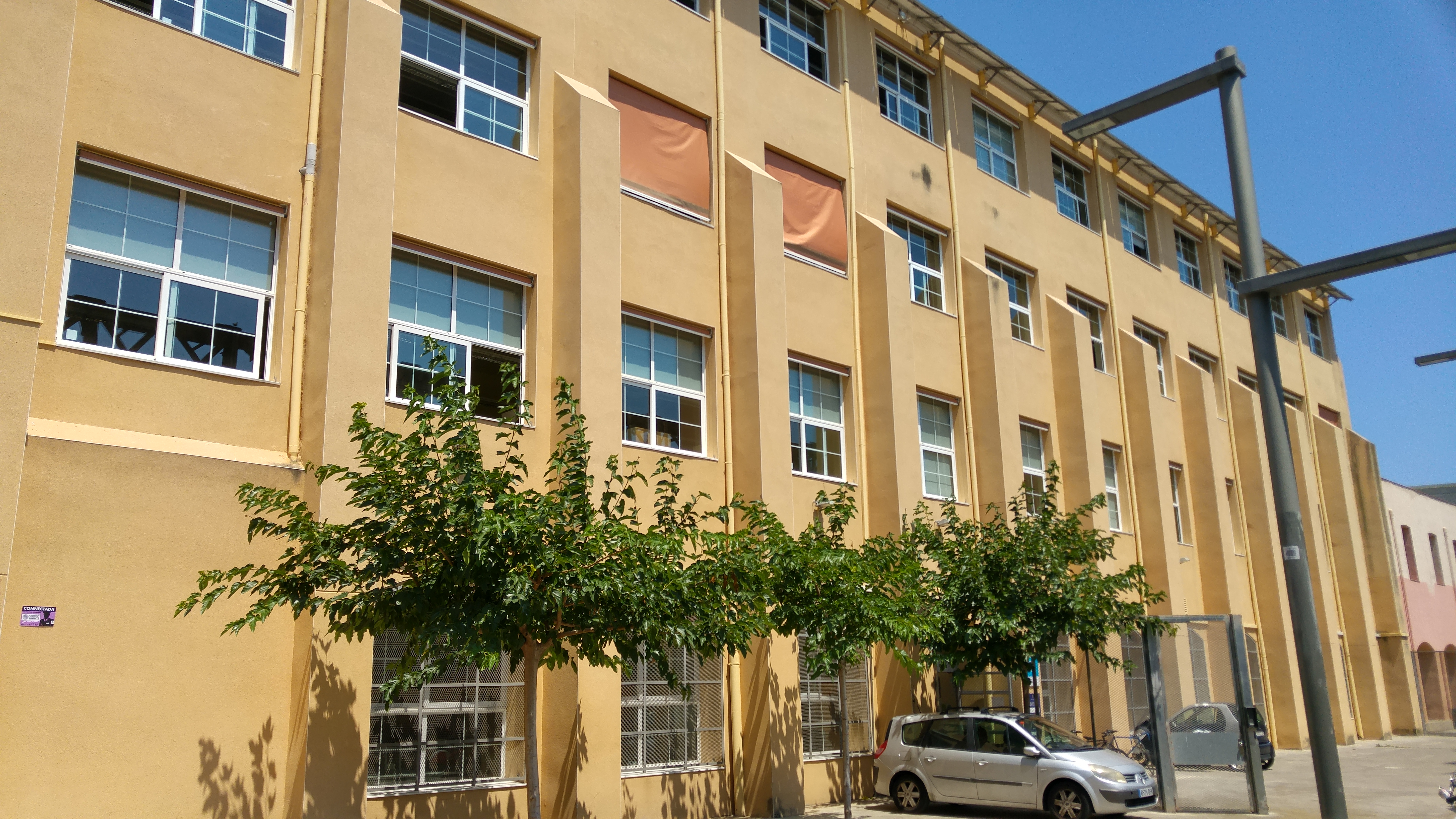
Façana de l'institut Narcís Monturiol des del passeig Salvat Papasseit.

La creació d'aquesta escola té moltes semblances amb les gestions que es van produir per la creació d'altres centres de formació professional. En diferents sessions del consistori a l'any 1911 es van decidir habilitar un immoble al carrer de l'OM número 3. Així l'escola va obrir portes el 22 de febrer de 1912 com a Escola complementària Municipal d'Arts i Oficis del districte V a prop de les rambles.
El 1918 rebé el nom de Narcís Monturiol i Estarriol, en homenatge a l'enginyer català. El curs 1925-26 el local es va declarar en ruïnes. Així, el curs següent es traslladà al carrer Torres Amat número 6 on ocupà tot l'edifici excepte la planta baixa, on es s'ubicava l'Institut Català d'Arts del Llibre. Finalment el 1982 es traslladà al carrer Passeig Salvat Papasseit número 5, on hi havia l'antiga empresa la "Maquinista Terrestre i Marítima". L'ajuntament va remodelar les naus per tal d'instal·lar centres educatius.

## L'Eixample

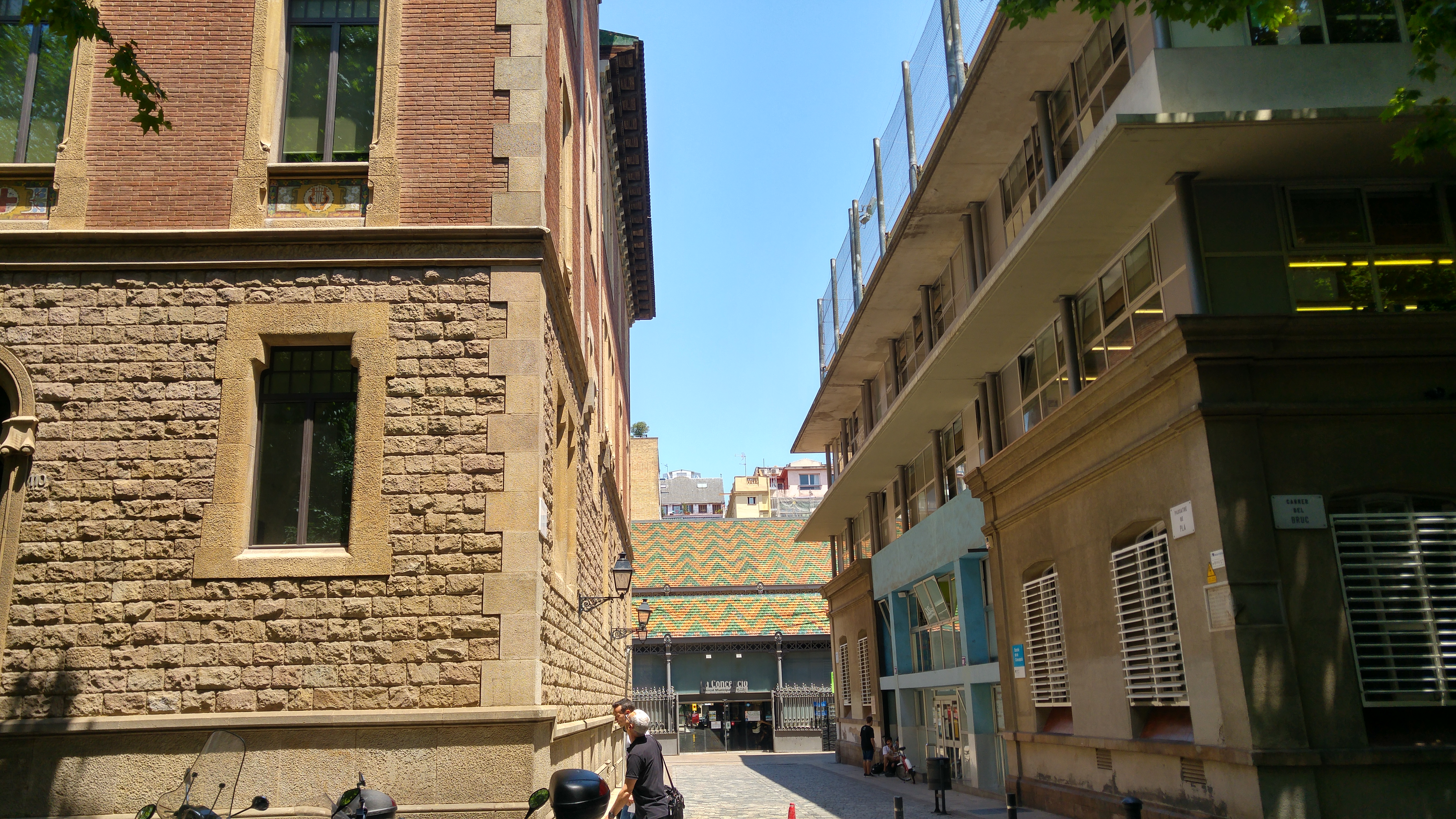
Façana de l'escola de la Concepció, davant de l'edifici del Conservatori i amb el mercat de la Concepció al fons.

### Escola de la Concepció
L'origen de la història de l'escola de la Concepció es remunta a la fi del segle xix, concretament el 1891, quan es va crear una escola de pàrvuls al costat del Mercat de la Concepció. L'edifici és l'actual seu del Consell de Districte i del Conservatori Superior Municipal de Música de Barcelona. L'escola ha estat testimoni de tot un segle de canvis i modificacions pedagògiques, amb diferents denominacions, però ha mantingut avui dia el nom de La Concepció com a element identificador amb el barri.

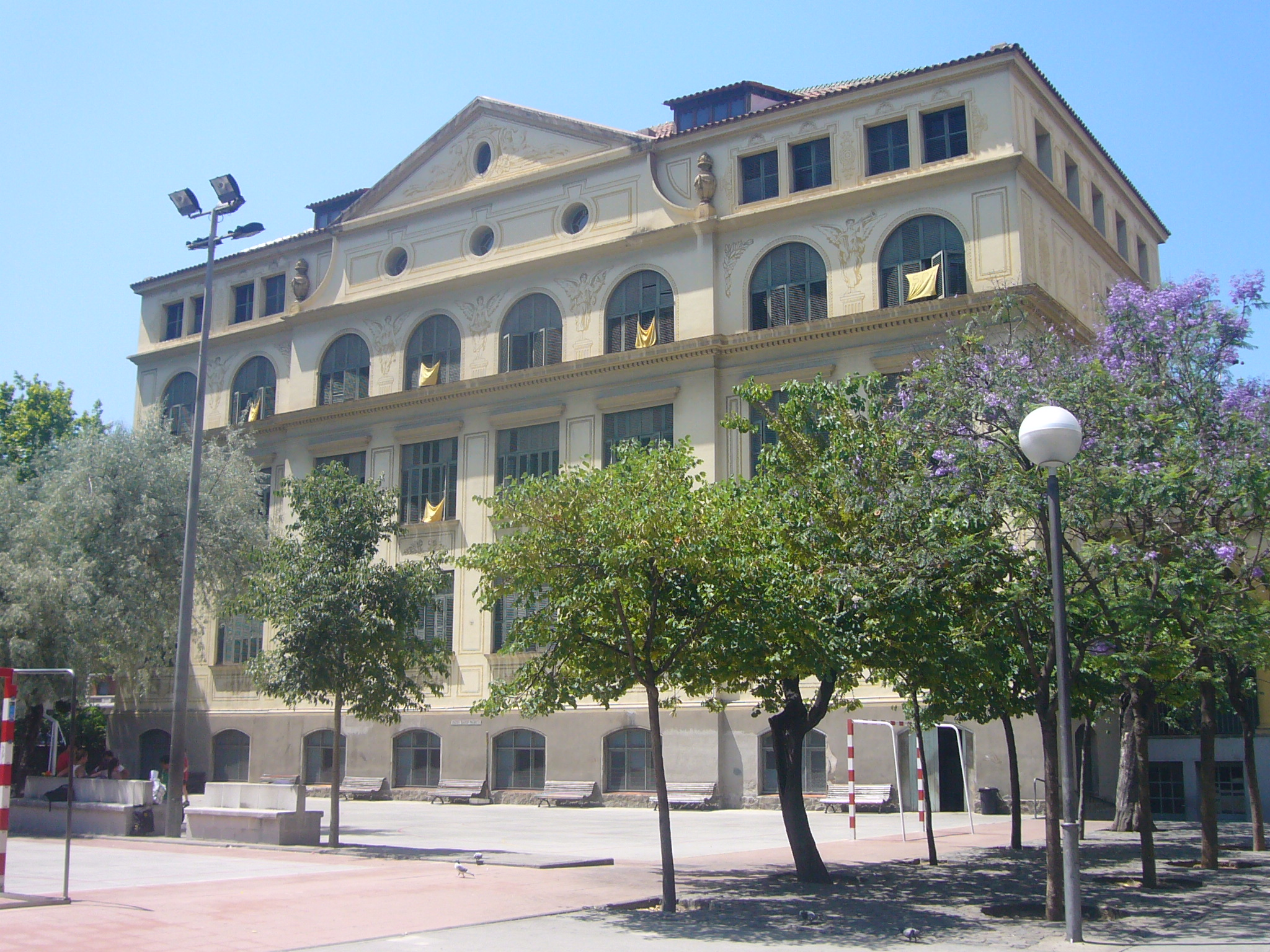
Edifici de l'escola Ramon Llull vist des del carrer consell de cent.

### Escola Ramon Llull
L'escola Ramon Llull, situada en un extrem de l'Eixample, a l'antiga entrada de Barcelona, és anomenada d'aquesta manera en homenatge a una de les figures més representatives de la cultura catalana: Ramon Llull. El conjunt arquitectònic, dissenyat per Josep Goday, és lluminòs i obert als quatre vents. Els dos edificis simètrics decorats amb bells esgrafiats corresponien amb l'ideal "d'escola Bella", i foren inaugurats el dia 29 de març de 1931. Eren un símbol de l'escola nova i dels nous mètodes pedagògics amb una capacitat per més de mil alumnes. Els primers directors del centre van ser Frederic Doreste, per la secció de nens, i Anna Rubiés, per la secció de nenes. Aquesta última va estudiar a Brussel·les i va aplicar sistemes pedagògics moderns de l'època, com el mètode Decroly. Tots els elements pedagògics reformadors i modernitzadors van ser eliminats un cop va acabar la guerra civil l'any 1939.

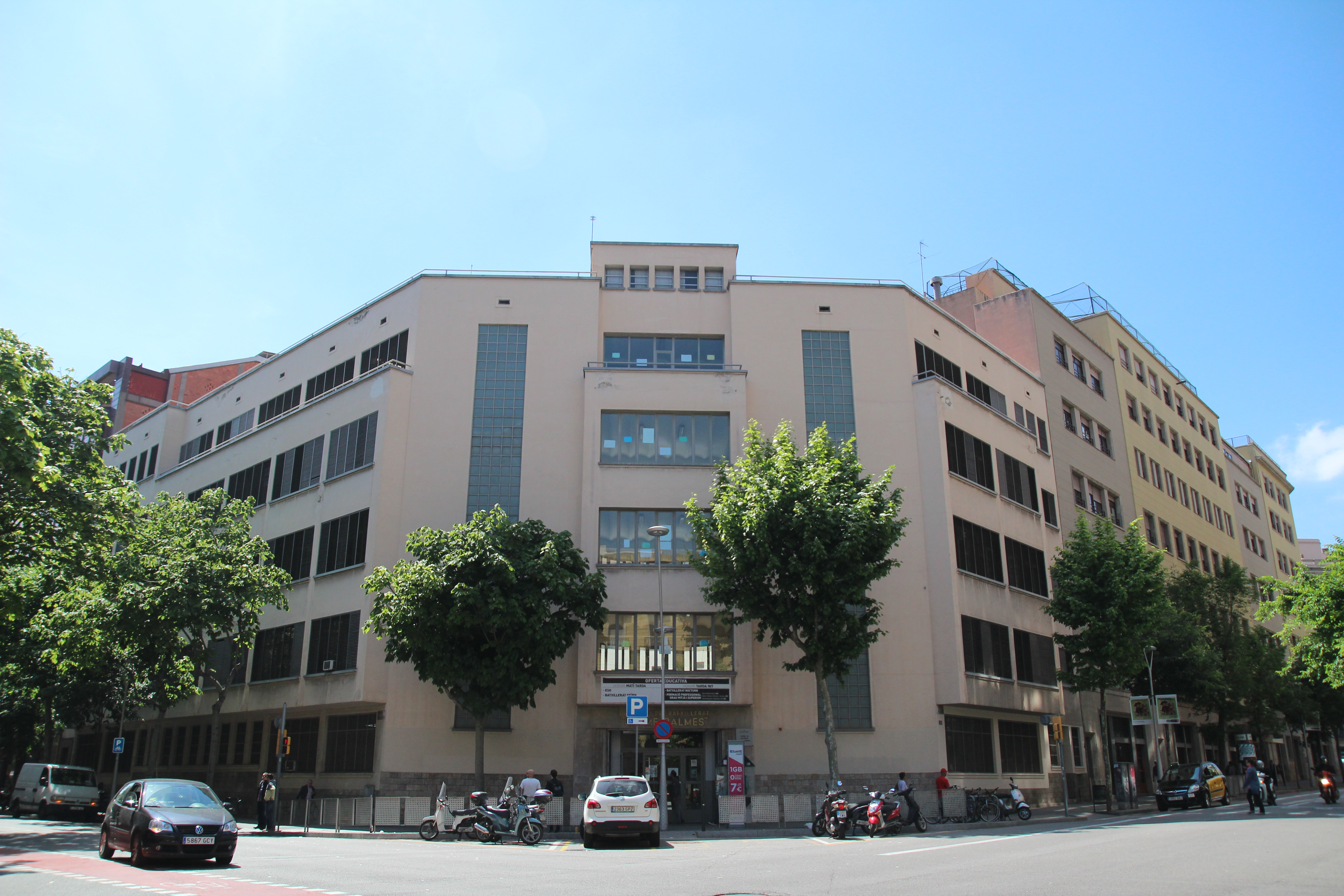
Façana de l'Institut Jaume Balmes.

### Institut Jaume Balmes
La primera seu de l'institut Jaume Balmes, compartida amb la Universitat de Barcelona, va ser el Convent del Carme (1845-1871) que estava vora l'Hospital de Sant Pau. Aleshores es coneixia com a Institut Provincial de Barcelona i posteriorment, es traslladà a l'edifici històric de la UB a plaça Universitat, on va romandre des del 1871 fins al 1936. Finalment va ser ubicat per diferents seus a l'Eixample, fins que va adoptar el nom actual i es va instal·lar a l'actual seu al carrer Pau Claris, 121.

### Institut Poeta Maragall (Institut Infanta Maria Cristina)

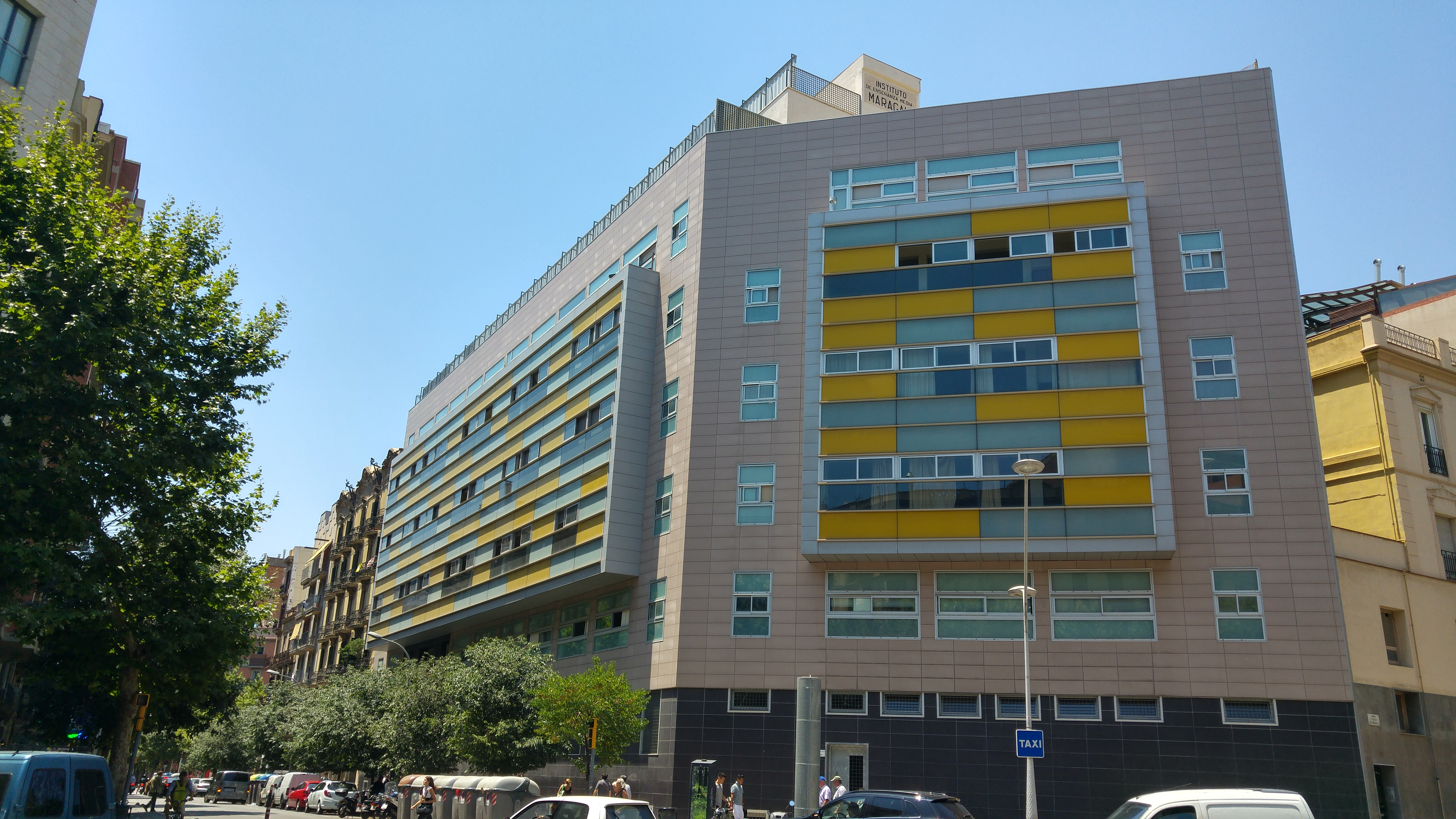
Façana de l'institut Poeta Margall, des de la cruïlla del carrer Provença amb el carrer d'Enric Granados. A dalt encara manté el rètol de l'antiga escola.

La creació de l'institut va tenir lloc el 14 de novembre de 1929, per tal de crear un institut femení, donat que l'únic institut era el Jaume Balmes que era masculí. La decisió es va rubricar amb la visita de la Reina Infanta Maria Cristina, durant l'Exposició Universal de l'any 1929, amb el nom de la qual es va anomenar l'institut.
Una torre de Sarrià va ser la primera seu, fins que el 14 d'abril de 1931 va passar a ser mixt i es va canviar de nom a "Institut Poeta Maragall". La segona seu es va ocupar el maig del 1932, als carrers Provença i d'Enric Granados, que és l'actual ubicació del centre. Durant la dictadura s'enderroquen els edificis antics i es començà la construcció de l'edifici actual que es va inaugurar el curs 69-70.

### Institut Lluïsa Cura

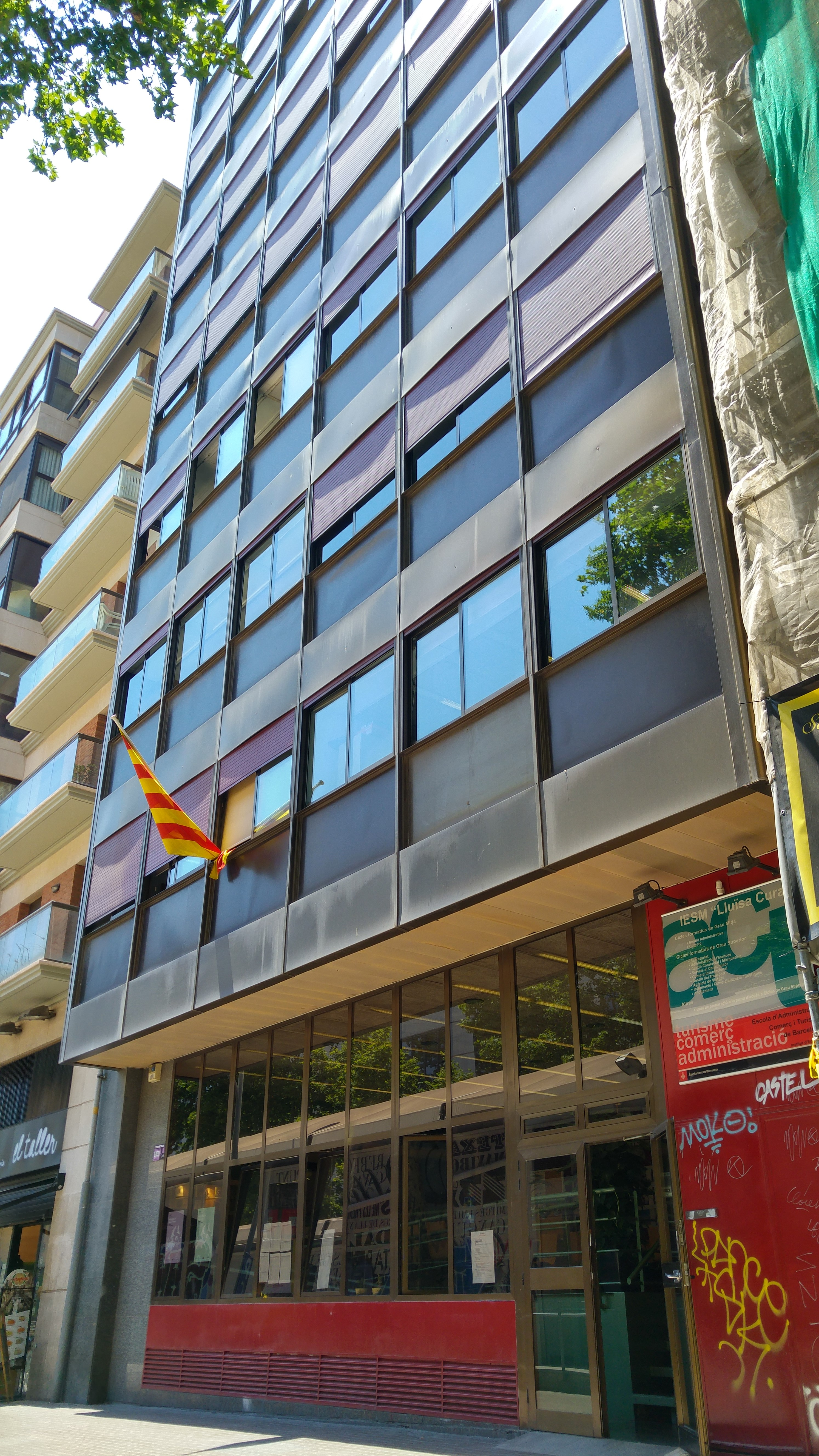
Façana de l'institut Lluïsa Cura des de la ronda de Sant Antoni.

La primera escola de tall i confecció s'establia l'any 1883, gràcies a l'esforç de la Diputació. S'inclou dintre de l'Escola d'Arts i Oficis del districte VII, encara que es va escindir el juliol de 1908, tot adquirint autonomia. En aquell moment, la formació professional de les dones no era considerada una prioritat, fet que va canviar a partir d'aquella dècada.
El 22 de desembre de 1910 es van aprovar els estatuts de la nova escola, que es va instal·lar al primer i segon pis d'un edifici situat a la ronda Sant Antoni número 19. Fundat l'any 1911 com a Escola Municipal de Labors i Oficis per a la dona, uns anys després es van integrar el tercer i el quart pis a l'escola i va ser reformada i adaptada per Manuel Ainaud.
El 4 de desembre de 1916 morí Lluïsa Cura, que va deixar un llegat a condició que els diners s'empressin per obres benèfiques i culturals. El llegat es va destinar a la construcció del Grup Escolar Milà i Fontanals - Lluïsa Cura. L'ajuntament decidí en sessió del 27 de novembre de 1931 que l'escola situada a la Ronda de Sant Antoni número 19, passés a denominar-se Escola d'aprenents i complementària d'oficis de la dona, “Lluïsa Cura”, en homenatge a la benefactora.
Durant l'època de la dictadura va continuar essent una escola per a dones. L'any 1968 es decidí enderrocar l'edifici i construir un nou al mateix solar. El 15 de maig de 1973 s'inaugurà el nou local i l'escola s'integrà en el conjunt de centres de formació professional.

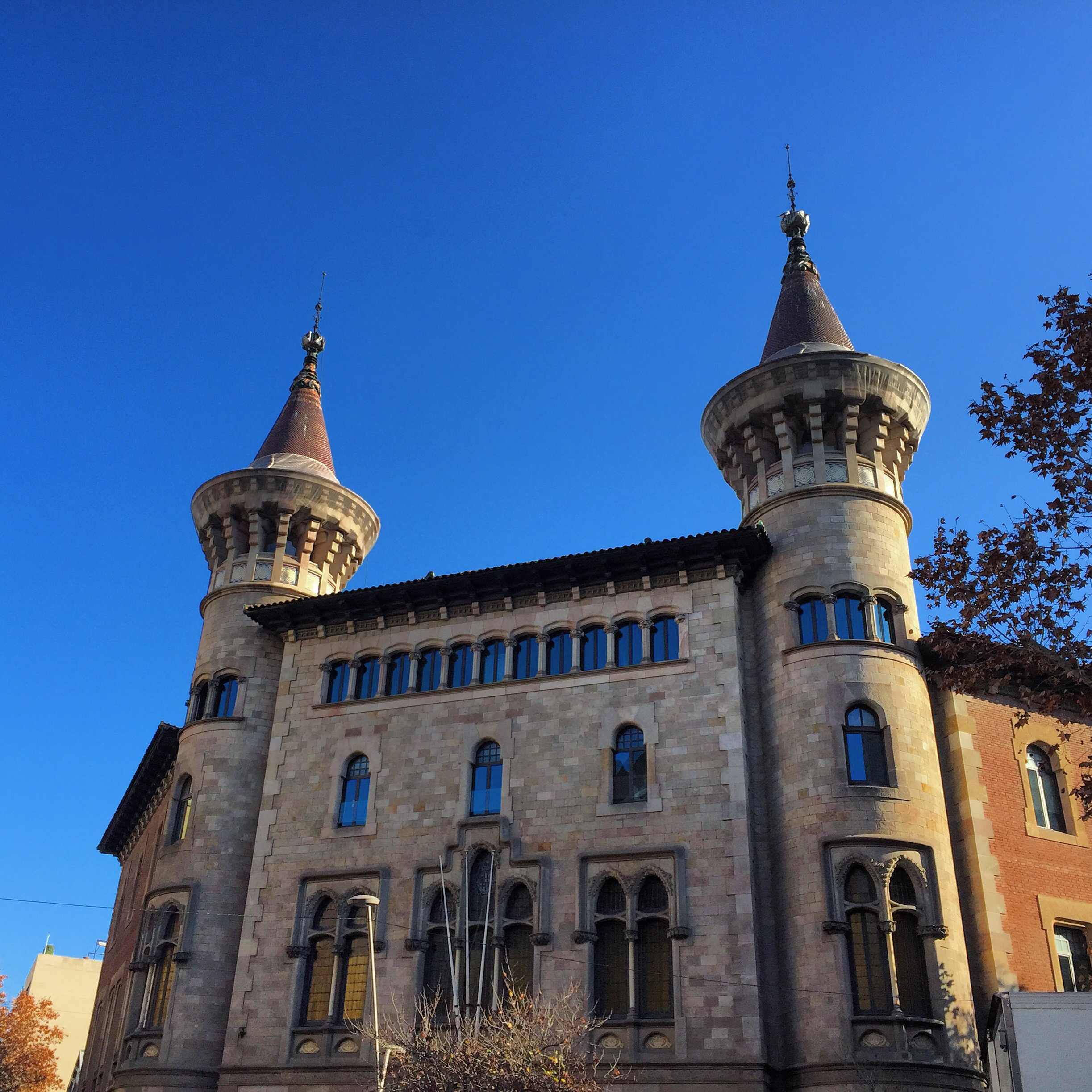
Façana de l'edifici del Conservatori Municipal de Música de Barcelona.

### Conservatori Municipal de Barcelona
L'Escola Municipal de Música de Barcelona va ser creada el 2 de març de 1886. El 10 de juny del 1928 s'instal·là a la seu actual. Va ser una obra de l'arquitecte municipal Antoni Falguera.

### Escola La Industrial (Centre Municipal Escola d'Art del Treball, Escola d'Art del Treball)
L'any 1868 es crea una institució d'ensenyament obrer al recinte de la Universitat Industrial a partir d'un projecte de Ramon Manjarrés de Bofarull. Va començar l'activitat el 24 d'abril de 1873 amb el nom d'Escola Lliure Provincial d'Arts i Oficis, amb mestres de la Universitat Industrial. Va ser un centre agregat a l'Escola d'Enginyers Industrial de Barcelona fins que l'any 1914 s'independitzà.
Així l'any 1913 es fundà l'escola, amb un projecte de reestructuració de l'Escola Lliure Provincial d'Arts i Oficis, que va donar la creació de l'Escola Elemental del Treball, amb seu a l'antiga fàbrica de Can Batlló. Inaugurada per Enric Prat de la Riba, el dia 29 de maig de 1914.

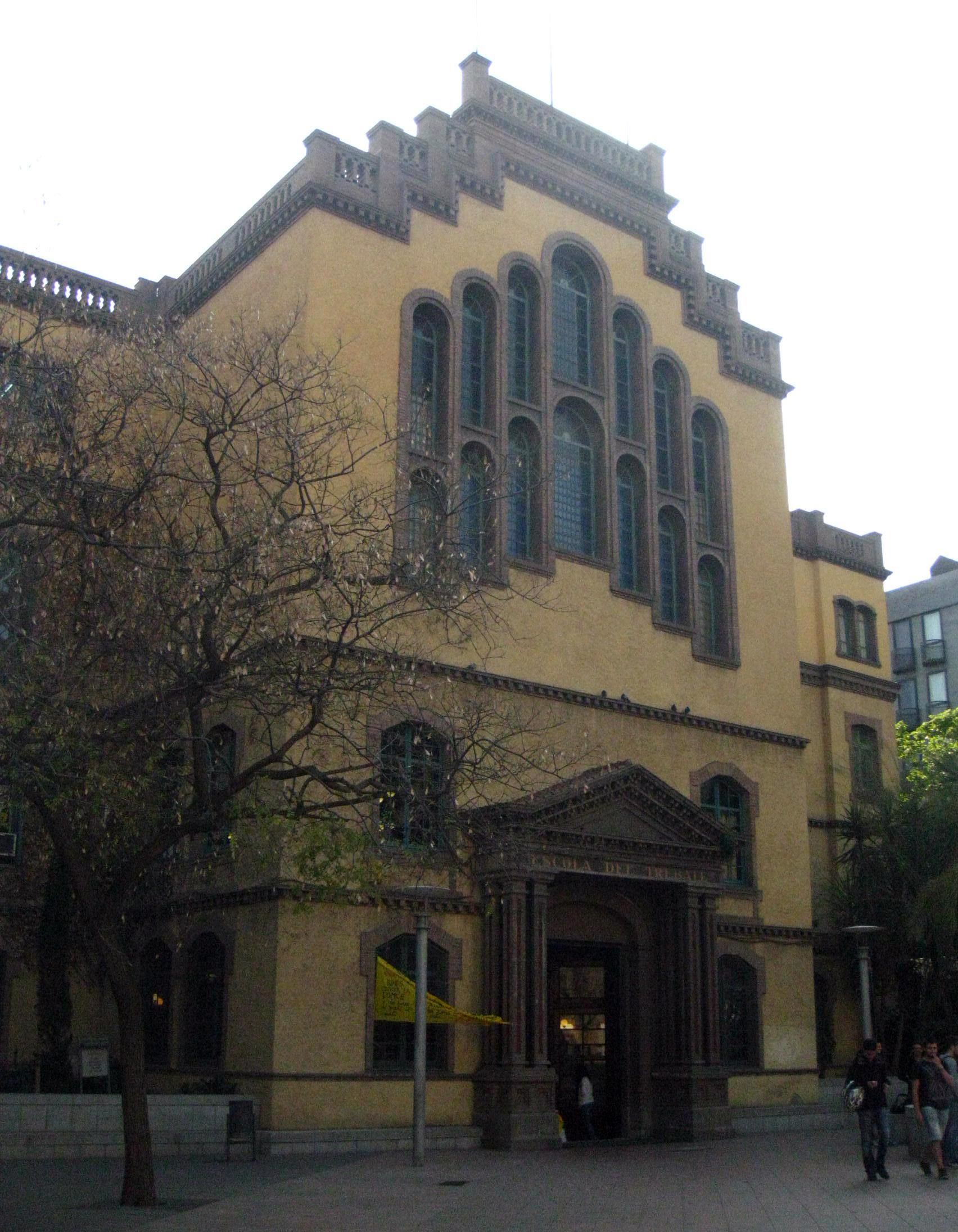
Façana de l'edifici de l'Escola La Industrial.

### Grup Escolars Jesuïtes (Casp/Claris, Rosselló/Balmes i Sarrià)
Edificats a final del segle xix juntament amb altres grups escolars eclesiàstics. No són actualment centres públics, però es considera que durant el govern de la Segona República Espanyola, Manuel Azaña va ordenar la dissolució de la companyia de Jesús el 23 de gener de 1932. D'aquesta manera posava el patrimoni de l'orde religiosa a disposició del govern republicà i del Patronat Escolar de Barcelona que estava afrontant una gran ampliació dels grups escolars durant aquell any.
Van estar a disposició pública fins que, arran de la revolució d'octubre de 1934 i la forta presència de la CEDA, va ser retornat el patrimoni a la Companyia de Jesús al 1939

## Sants-Montjuïc

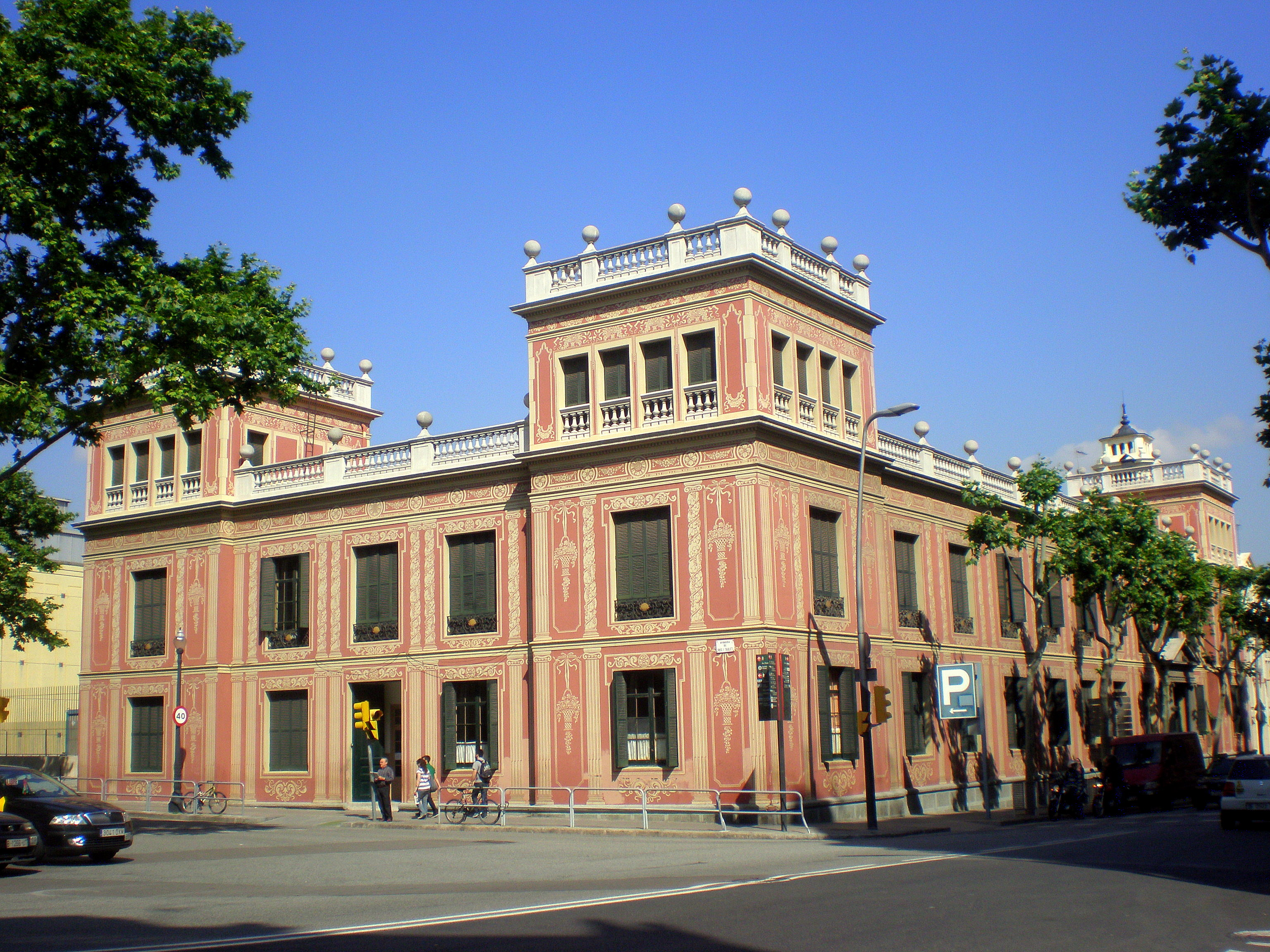
Edifici de l'escola Mossèn Cinto Verdaguer des del carrer de Lleida.

### Escola Mossèn Jacint Verdaguer “Mossèn Cinto”
L'origen de l'escola Mossèn Cinto es ressegueix fins al febrer de l'any 1919 quan es començà a edificar el Pabellón Regio del Parque, que havia d'acollir les oficines de tots els serveis de l'Exposició Universal d'Indústries Elèctriques i General Espanyola celebrada l'any 1929. Ideat per Joan Bruguera i Regit seguint les instruccions de l'Ajuntament. L'arquitecte en cap de l'Ajuntament, Josep Goday, va dur a la pràctica el projecte amb la col·laboració de l'artista Francesc Canyelles i Balagueró, i finalment, el 31 d'octubre de 1919 es va lliurar l'edifici. La celebració de l'Exposició Internacional de Barcelona va fer que moltes famílies d'obrers s'instal·lessin en barraques a la falda de la muntanya de Montjuïc i al barri del Poble Sec, tot demanant que es convertís el pavelló en un grup escolar. La Comissió de Cultura va decidir destinar l'edifici a grup escolar anomenant-lo Mossèn Jacint Verdaguer a raó de la relació del poeta amb Montjuïc i Barcelona.
Inaugurada un diumenge de Rams, el dia 29 de març de 1931, juntament amb onze grups escolars i com a annex de l'escola, l'escola maternal Forestier, més conegut com a Parvulari Forestier, que estava emplaçada al pavelló de l'Exposició destinat a la Compañia General de Tabacos de Filipinas de Universal de 1929 a Montjuïc. Tot i això, durant els primers anys de l'escola van sorgir els primers inconvenients, com que disposava de poc serveis sanitaris, amb necessitat d'obres de fusteria, pintura i electricitat. L'edifici no disposava de pati, per això els nens sortien a jugar al carrer, anaven fins a la Font Màgica o jugaven a un pati dels terrenys de l'exposició.
El gener de 1938 durant la guerra, Lluís Companys ordenà la construcció de refugis en els edificis dels grups escolars i les noves escoles, convertint-se l'escola en el refugi número 289.
Un cop acabada la guerra i durant l'època franquista, el règim va agafar el control de la gestió dels centres educatius, i es van depurar els mestres i directors com en la majoria de les escoles. En època de la democràcia, i amb l'increment de les partides pressupostàries, es van realitzar les primeres obres d'arranjament i modificació dels espais de l'escola.

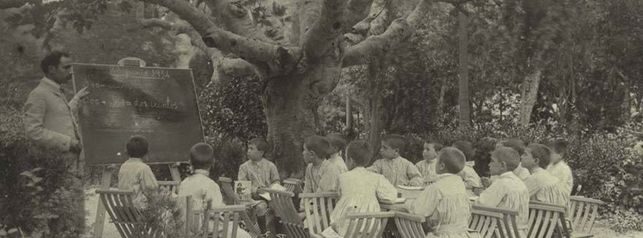
Activitat didàctica, mestre amb els alumnes a l'aire lliure al voltant de 1914.

### Escola del Bosc de Montjuïc
L'escola del Bosc és el primer grup escolar creat per l'Ajuntament de Barcelona com a escola de característiques especials, a raó de que la llei no permetia la creació d'un altre tipus d'escola. Les escoles a l'aire lliure van néixer amb la intenció d'oferir als nens i nenes amb problemes respiratoris un entorn més saludable i natural, que escapés a la contaminació de la ciutat. El dia 8 de maig, durant la primavera de l'any 1914, es van obrir les portes de l'escola. Emplaçada a la muntanya de Montjuïc en els edificis del Palau Laribal, que van ser adaptats a les necessitats de la construcció escolar.
Aquesta torre d'estil neomozàrab es va erigir a final del segle xix, finançada per l'advocat i periodista Josep Laribal. Anys més tard, Jean Claude Forestier, que va donar nom a la secció de l'escola de pàrvuls, va dissenyar el projecte d'urbanització dels jardins Laribal. L'any 1921 es va fer una ampliació de l'escola a càrrec de l'arquitecte Adolf Florensa, que va idear un projecte d'ampliació amb un pavelló masculí d'estil noucentista. La primera directora de la secció de nenes va ser Rosa Sensat i Vilà i de la de nens, Antolí Monroy i Paz, encarregats d'aplicar els nous principis pedagògics de les escoles noves d'Europa. Durant la guerra civil l'escola va ser parcialment destruïda i abandonada, encara que es va tornar a obrir i durant la dècada dels 60 es va enderrocar la torre Laribal per fer una ampliació del centre. Durant la dictadura, els nous principis assolits van ser transformats i molts esborrats de la consciència educativa, fins que a partir dels anys setanta un nou corrent de recuperació dels principis pedagògics originaris va fer possible que tota la feina no caigués en l'oblit.

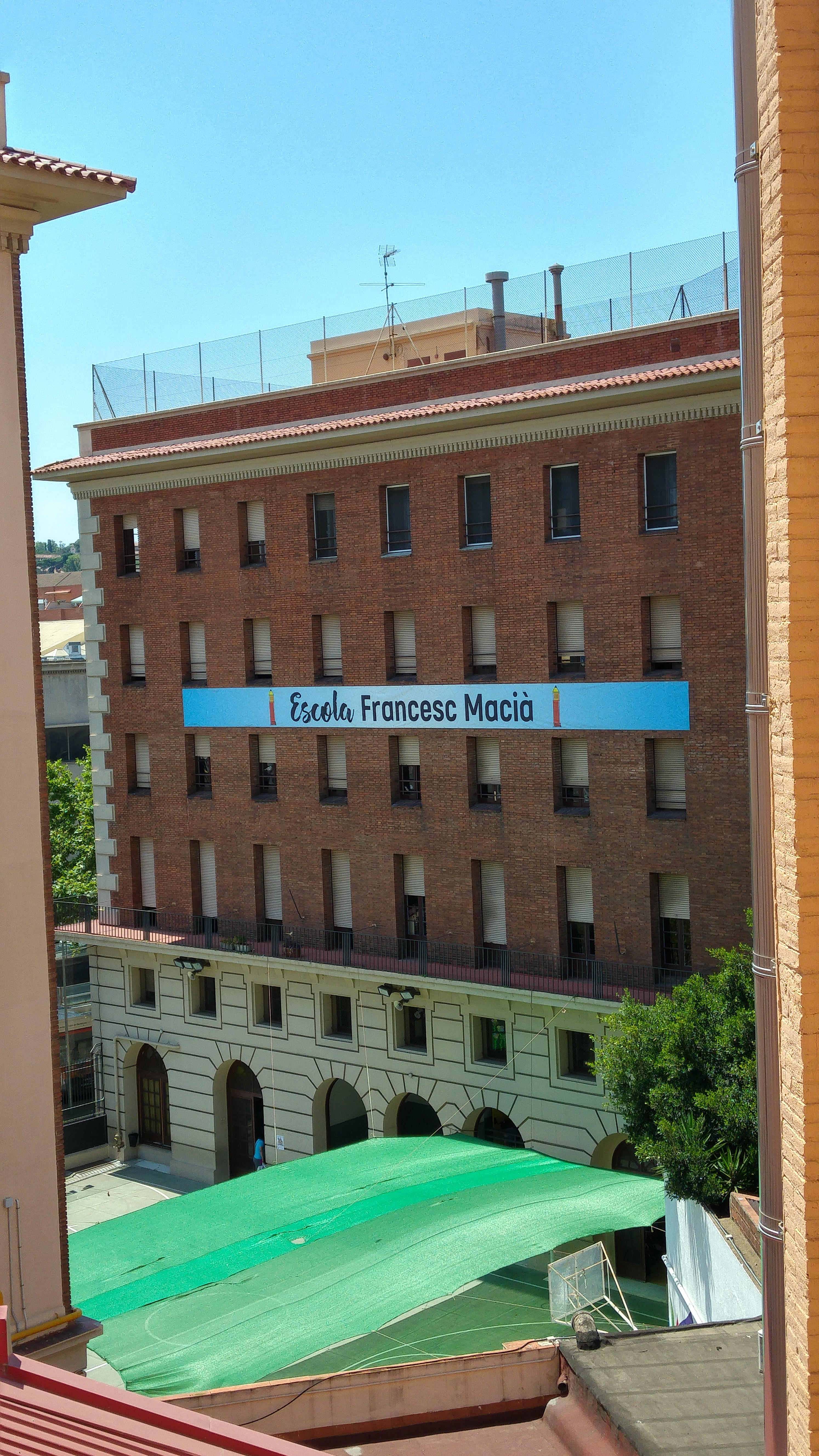
Façana interior de l'edifici de l'escola Francesc Macià.

### Escola Francesc Macià
El diumenge 18 de novembre de 1934 es va inaugurar el grup escolar en la seva primera seu, a la barriada de Santa Eulàlia, al passatge Elias, a prop de la Gran Via de les Corts Catalanes. Amb l'arribada de la dictadura es va canviar la nomenclatura de molts carrers i centres. Així, l'escola va passar a anomenar-se Escuela Nacional Calvo Sotelo. Des de l'octubre del 1976 es convertí en Centre de Formació Professional, encara que l'edifici ja presentava deficiències tècniques i arquitectòniques. Finalment, poc temps després es va enderrocar.
Al març del 1978 l'aplicació dels Pactes de la Moncloa va permetre la creació de sis nous centre d'EGB per la ciutat d'Hospitalet, un dels quals va substituir l'antic Calvo Sotelo, amb l'actual nom de Francesc Macià. El 1932, al segon pis de l'Edifici del Rellotge de Plaça d'Espanya (actual hotel Catalonia Barcelona Plaza), es va adaptar un Grup Escolar amb el nom d'Institucions Francesc Macià, que va funcionar fins al 1939.

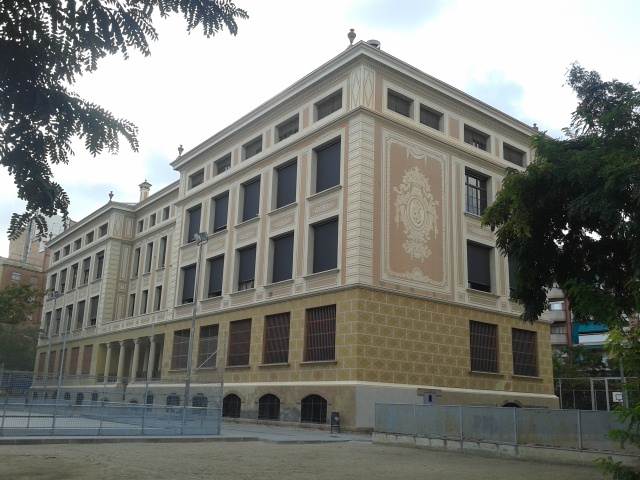
Façana de l'edifici de l'escola i institut Lluís Vives.

### Escola i Institut Lluís Vives
El Grup Escolar Lluís Vives, anomenat popularment de l'Olivereta –nom d'una antiga fàbrica al solar de la qual es va edificar l'escola–, es va construir en terrenys de l'Ajuntament i terrenys particulars adquirits per l'Ajuntament, dissenyat per l'arquitecte municipal Josep Goday i Casals. L'escola es va erigir en una barriada densa i sense escoles, fet que va afavorir el seu desenvolupament. L'edifici és exemple clar de l'estil de les noves construccions de grups escolars, amb predominança de l'exaltació de l'harmonia i del classicisme, característiques del Noucentisme.

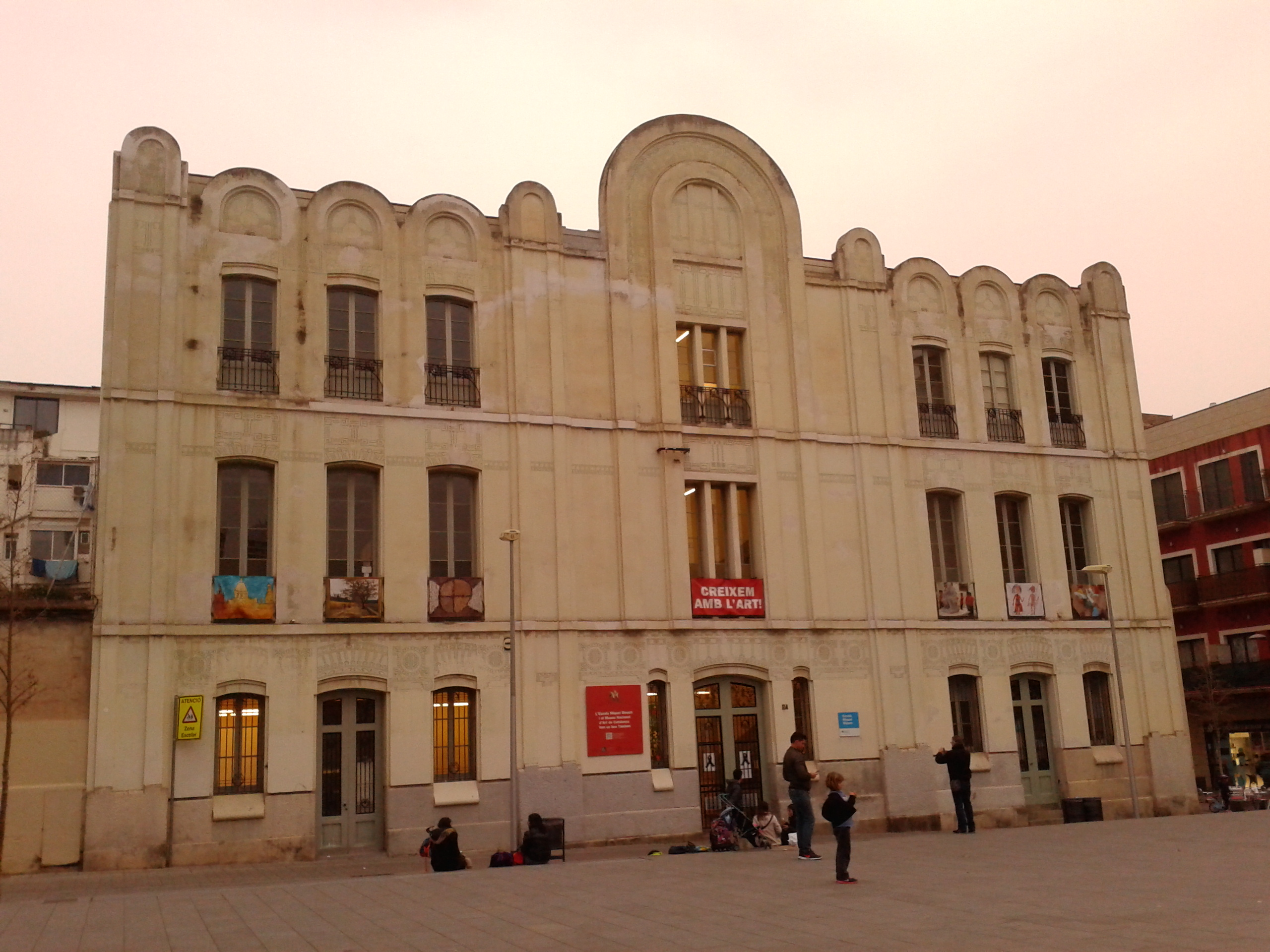
Façana de l'escola Miquel Bleach

### Escola Miquel Bleach
L'escola Miquel Bleach està ubicada a la part del darrere de l'edifici del Consell del districte des de l'any 1894. L'edifici és obra modernista de l'arquitecte Jaume Gustà i Bondia. Es conserva un registre de correspondència, del 3 de març de 1894, amb una comunicació del Governador President de la Junta d'Instrucció Pública en la qual es parla de la inauguració de l'escola.
Va ser anomenada així en homenatge al pedagog Miquel Bleach i Burunat.

### Escola Bàrkeno
Els orígens de l'escola Bàrkeno es remunten a l'any 1916, quan l'Ajuntament de Barcelona va adaptar unes terres i locals al barri del port per complementar l'Asil del Parc de la Ciutadella que s'encarregava de les persones sense d'altres recursos que la Beneficència Municipal. D'aquesta manera es va crear l'Asil del Port, que posteriorment es va convertir en l'Escola Bàrkeno.
L'any 1931 es va instal·lar l'Escola Municipal del Port amb l'arribada de la República i durant la guerra civil es va convertir en refugi. Posteriorment, l'any 1941, es realitzaren modificacions i obres que van configurar l'edifici actual.
L'escola com a tal es va crear l'any 1974, per fer-se càrrec dels infants en règim d'internat que hi havia a un local d'una institució religiosa. El 1978 es signà un acord entre la UAB, el Centre d'Educadors Socials i l'alcalde Josep Maria Socias per tal de crear l'Escola Bàrkeno als locals de l'asil i obrir els serveis de l'escola als infants del barri

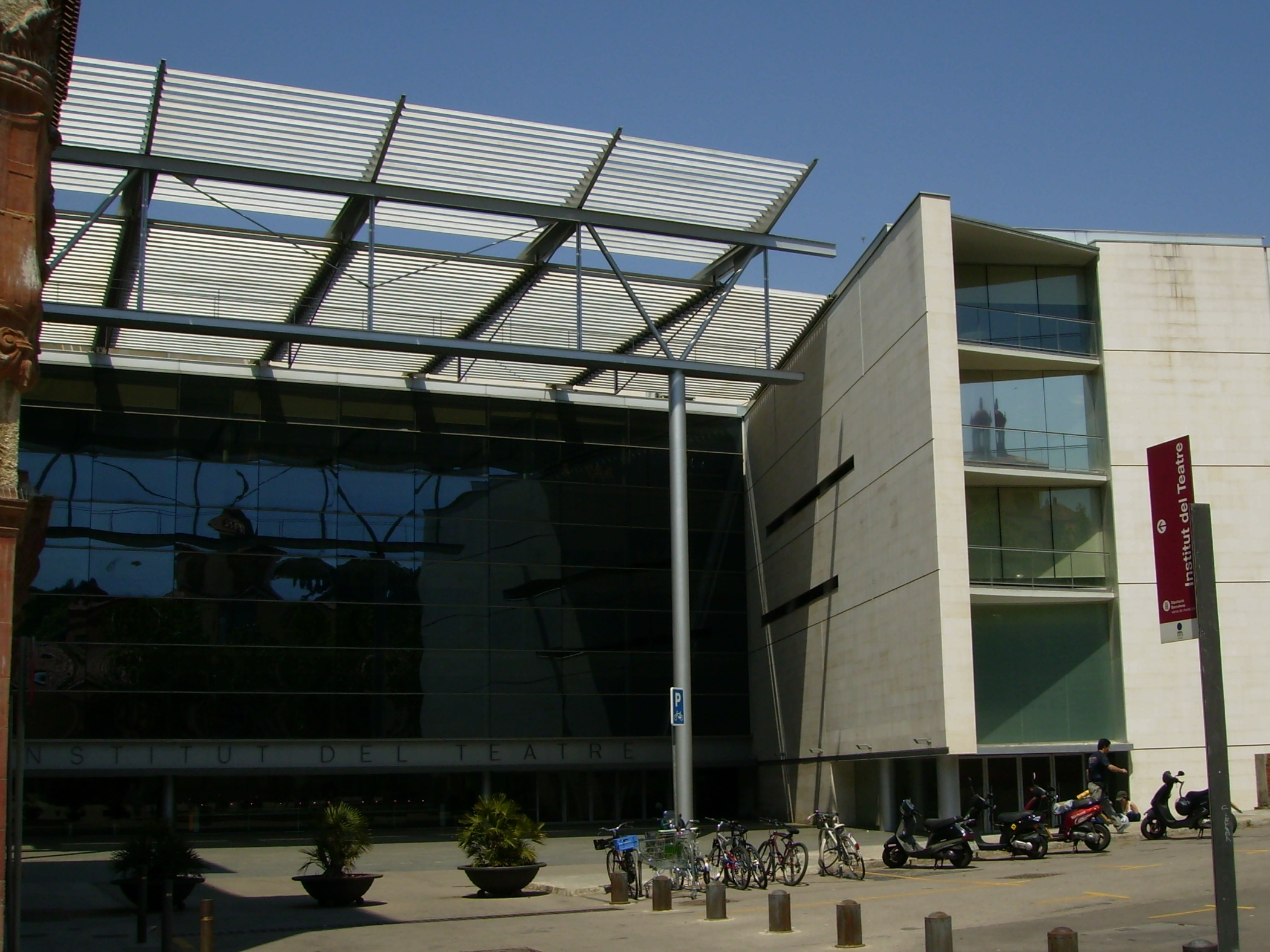
Nou edifici de l'Institut del Teatre.

### Institut del Teatre (Escola Catalana d'Art Dramàtic)
L'any 1913 es va crear de l'Escola Catalana d'Art Dramàtic (ECAD) dins el marc del Conservatori del Liceu. Dut a terme com un dels primers projectes d'institucionalització cultural d'Enric Prat de la Riba des de la Diputació de Barcelona. El director i fundador va ser Adrià Gual amb la idea de erigir una plataforma que modernitzés l'escena catalana i que aprofundís en la formació, la investigació, la creació i la divulgació.
Poc temps després, el 1915, la Diputació crea un Patronat que gestiones l'ECAD. L'Ajuntament s'uneix dos anys més tard i el 1920, un cop creada, la Mancomunitat ocupa el lloc de la Diputació al Patronat. Durant la primera part de la dècada dels 20 s'inicien diversos estudis i publicacions, a més que s'incorpora el Museu del Teatre, la Dansa i la Música de l'Ajuntament de Barcelona.
Amb la dictadura de Primo de Rivera tornen les dificultats i la castellanització. La Mancomunitat és dissolt i la Diputació torna a ocupar el seu lloc al Patronat. El 1927 l'ECAD canvia de nom a I'Institut del Teatre. El 1930 es reincorpora l'Ajuntament, només perquè un any més tard la Generalitat agafa la titularitat exclusiva.
L'Institut s'instal·là llavors a la seva primera seu estable al carrer Elisabets i arran dels “Fets d'octubre” es substituí Adrià Gual com a director per Joan Alavedra. El 2000 s'instal·laren a la seva nova seu.

### Escola de Jardineria IES M Rubió i Tudurí (Escola Municipal d'Aprenents Jardineria)
L'Escola de Jardineria IES Rubió i Tudurí va ser fundada el març de l'any 1933 amb el nom d'Escola Municipal d'Aprenents Jardiners per l'arquitecte i paisatgista Nicolau Maria Rubió i Tudurí, nomenat el desembre de 1917 cap del Servei de Parcs i Jardins de l'Ajuntament.
Durant la guerra es va tancar el centre i es va reprendre el funcionament el 20 de febrer de 1945 per la Comissió Permanent de l'Ajuntament.
L'any 1958 l'arquitecte Joaquim Maria Casamor d'Espona va dissenyar un nou edifici racionalista, annex a l'edifici del Servei de Parcs i Jardins de Barcelona. L'any següent l'escola es traslladà i ocuparà la seu fins avui dia, essent ampliada l'any 1977.

### Escola Sant Raimon de Penyafort
El grup escolar Raimon de Penyafort estava situat a l'antiga carretera del Port on hi ha avui dia Can Tunis. Durant els anys 1934 i 1935 es van realitzar treballs de condicionament de l'escola, tot i això, a la fi de l'any 1935 Goday va declarar l'edifici en ruïnes i es van traslladar a tots els alumnes al Palau de Projeccions de Montjuïc. Això posa de manifest que encara que fos un edifici de construcció nova era de mala qualitat, fins i tot després de fer reformes. L'any 1936 ja s'estaven fent les obres a Can Tunis, que requeria una reforma integral de l'espai interior.

### Institucions Francesc Macià
Amb la necessitat urgent de noves escoles i grups escolars, el recentment creat govern de la Generalitat amb Francesc Macià al front, va donar ordre d'adaptar edificis de l'exposició universal de 1929. L'epicentre de les Institucions Francesc Macià era la plaça Espanya, D'aquesta iniciativa van sorgir quatre nous grups escolars que es van instal·lar a diferents edificis al voltant de la plaça, com l'actual edifici de l'IMEB, l'actual Hotel Catalonia antigament conegut com l'edifici del rellotge i que contenia dos grups escolars i, finalment, l'actual edifici dels Mossos d'Esquadra. Encara que va ésser a la segona planta de l'edifici del rellotge on van mantenir més activitat.És important no confondre Institucions Francesc Macià amb l'institut Francesc Macià que també està situat a la plaça Espanya.
També obren altres centres més secundaris i que no han perviscut, com el grup escolar Sant Andreu-Roquetes de Nou Barris al pavelló Roquetes; i la creació d'altres grups escolars a barriades com Verdum al districte de Nou Barris, Somorrostro entre Ciutat Vella i Sant Martí o el de Sant Ramon de Penyafort a Can Tunis.

## Les Corts

### Escola Ausiàs March
L'origen de l'escola Ausiàs March es remunta a l'any 1893, quan va iniciar la seva activitat per satisfer les necessitats de l'actual barri de Les Corts. Està situada al cor del barri i va ser una adaptació de l'Escola Municipal dissenyada per Josep Goday i Casals.

### Escola Duran i Bas
L'Escola Duran i Bas es va edificar on antigament hi havia la masia Can Gasparó, un edifici datat l'any 1775, i part del Parc de les Infantes. La masia va ser donada per a l'atenció a la infantesa i l'actual edifici és obra de Bonaventura Bassegoda Nonell. Un del principals mecenes i motors del barri va ser la família Cuyàs que van donar entitat pròpia al barri de les Corts segregat del de Sarrià. Els horts i els jardins de Can Gasparó es van transformar en jardins públics i l'edifici va ser condicionat el 1934 com a escola Duran i Bas dins de la Campanya Pro-Escoles.
Va ser durant els anys 70 que es aconsellar l'enderroc i la construcció d'un nou edifici, l'actual escola.

### Institut Ausiàs March
L'origen del centre cal resseguir-lo fins a la Institución Libre de Enseñanza, organisme privat que va assajar un nou model basat en la coeducació, en el desenvolupament i la creació personal. Un dels impulsors va ser Hermenegildo Giner de los Ríos i Cossio.
Arran de l'èxit de l'Escola Parc de Barcelona, va esser necessària la creació de filials l'any 1933 per fer front al nombrós grup de peticions. Així es van fundar l'Escola Ausias March, dirigit per Joan Ras i ubicada al carrer Campmany de Sarrià, i l'Escola Pi i Margall, més tard anomenada Milà i Fontanals i dirigida per Manel Mateu.
El final de la guerra va portar també la depuració dels professors del centre i el tancament del centre. Finalment el curs 1939-40 va tornar a l'activitat a una torre del carrer Muntaner i el 1961-62 es va traslladar a uns nous locals per la manca d'espai, al costat del Parc Cervantes. Finalment l'any 1967 es va adoptar la seu actual, al peu de Collserola i l'any 1979 es va tornar al règim de coeducació, que s'havia abolit després de la guerra.

## Sarrià-Sant Gervasi

### Escola Dolors Monserdà-Santapau
Fins ben entrat el segle XX els nens i nenes de Sarrià havien d'escolaritzar-se en aules a pisos de lloguer. El dia 2 d'abril de 1913 es va adquirir un terreny i es va encarregar un projecte de grup escolar a l'arquitecte municipal, que s'acabaria convertint en l'Escola Dolors Monserdà-Santapau. Així es formalitzà la compra a les germanes Herminia i Enriqueta Badia Guia d'una finca urbana coneguda com a Molí del Vent.
La casa original va ser construïda l'any 1863 per Josep Baruel Barceló, posteriorment modificada l'any 1865 per la nova propietària Gaietana Martínez Urgell, que va ser qui la va deixar en herència a les germanes Badia. L'any 1924 Adolf Florensa va dissenyar el Casal Parvulari al carrer Salvador Mundi.
El projecte inicial era molt ambiciós i després de diversos canvis es va modificar el pla inicial.
Va ser inaugurat el 29 de març de 1931, juntament amb altres grups escolars, i anomenat Dolors Monserdà en homenatge a l'escriptora que va viure a Sarrià. L'escola va començar el seu funcionament el 1932.

### Institut Josep Serrat i Bonastre
El 15 de novembre de l'any 1890 l'Ajuntament de la vila de Gràcia va fundar el que seria l'origen de l'Institut Serrat i Bonastreː l'Escola d'Arts i Oficis de la Vila de Gràcia al carrer de l'Àngel. Uns anys més tard, el 1893, l'escola es va traslladar al carrer Gran de Gràcia, número 177, a l'edifici de can Trilla, amb el nom “Escola Municipal de Artes y Oficios de Gràcia”. El 27 d'octubre de 1987 es va procedir al canvi de nom del centre, adoptant el d'Escola Municipal d'Arts del districte VIII. Finalment l'any 1918 es va instal·lar a l'edifici actual, encara que no amb el nom definitiu, ja que es va dir Escola Complementària d'Oficis Abat Oliva fins al 1952, quan va adoptar el nom actual. Josep Serrat i Bonastre era un enginyer industrial vinculat a l'ensenyament tècnic-professional durant el període republicà. L'any 1961 es va convertir en escola FP i en endavant va impartir cursos en tractament de metalls i manteniment industrial, electricitat, electrònica, delineació i automoció.

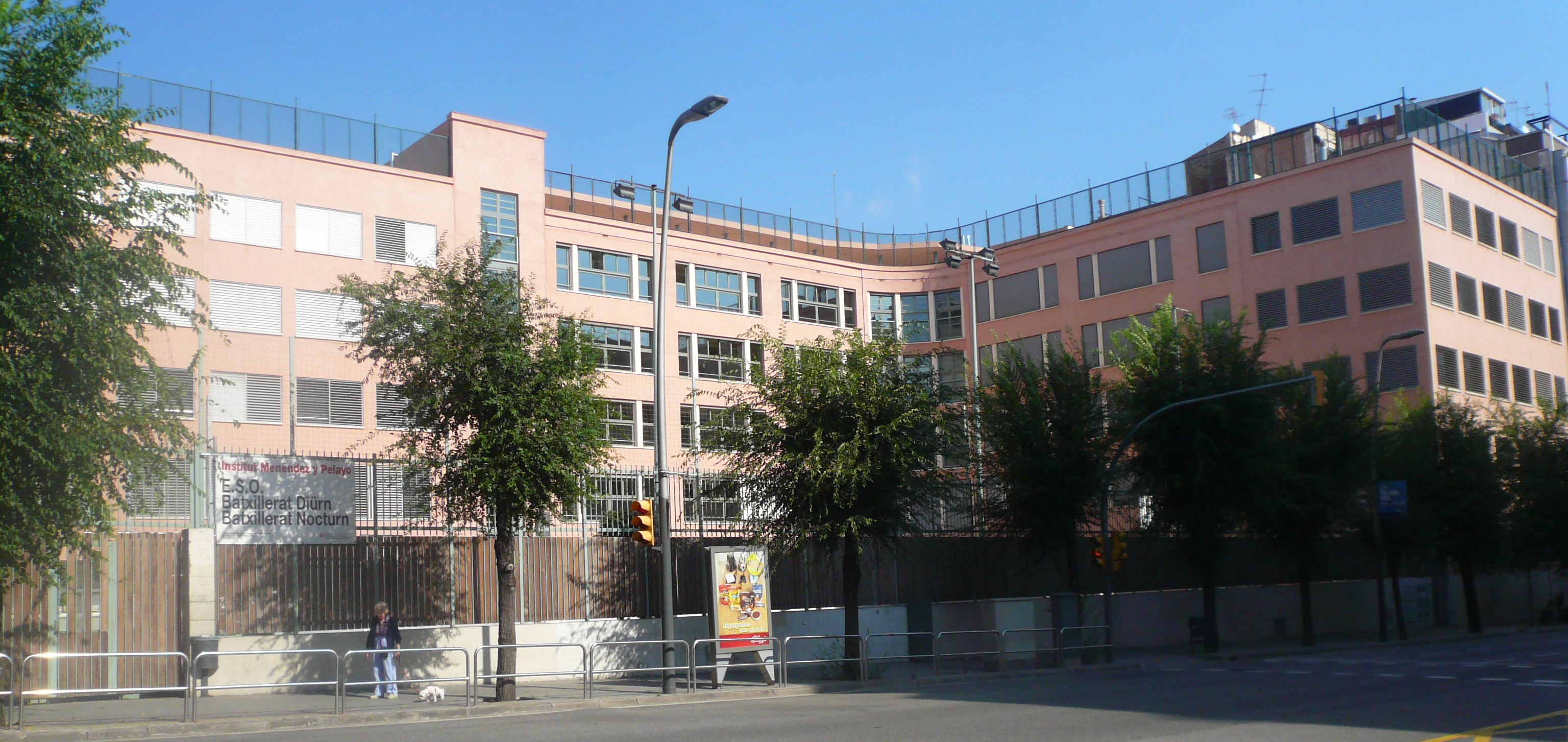
Façana de l'Institut Menéndez i Pelayo, antiga seu de la Mutua Blanquerna.

### Institut Menéndez i Pelayo
Amb el govern de la República es van crear instituts nous a Catalunya, entre els quals hi havia el Nicolàs Salmerón amb seu a una torre del carrer Muntaner. Un cop acabada la guerra civil, el règim va confiscar l'edifici de la Blanquerna, va canviar la denominació de l'escola a Menéndez i Pelayo i la va traslladar a l'edifici. Es va depurar el professorat i el claustre del centre i el cursos 1939-40 i 1940 i 41 es va tornar a l'activitat a l'institut, amb professors provinents dels diferents centres. L'edifici de l'escola consta de dues parts construïdes en dues èpoques diferents, la part antiga està datada l'any 1933 i és obra de l'arquitecte Jaume Mestres i Fossas, membre del Grup d'Arquitectes i Tècnics Catalans per al Progrés de l'Arquitectura Contemporània (GATCPAC). Finalment es van fer dues remodelacions, ja en època moderna, una durant els anys 1996 i 1997 quan es va redistribuir la planta baixa i renovar lavabos, menjadors, secretaria, vestuaris i una nova escala. La segona remodelació va ser entre el 2007 i el 2008 quan es va adaptar les instal·lacions i els espais a la demanda del moment.

### Escola Educació Especial Vil·la Joana
L'Ajuntament de Barcelona mostrà interès durant el començament del segle xix en l'atenció de les necessitats dels infants deficients. Així es van adaptar i cedir locals i es crearen escoles municipals oficials amb mestres especialistes que varen ser l'embrió del que en el segle XX es va anomenar l'Institut Vil·la Joana.
El 1917, per iniciativa de Manuel Ainaud, es crearen nous centres i nous projectes i fruit d'aquest esforç es crea una escola per a l'alumnat cec, sordmut i psíquic, amb voluntat d'aplicar els avenços dins els nous corrents pedagògics. Tres anys més tard es va traslladar a Vil·la Joana, l'actual Museu Verdaguer, d'on va agafar el nom i on van treballar: Pere Barnils, Alzina i Melis i Joan Llongueres.
L'any 1973 l'escola es va traslladar a un complex de la muntanya de Vallvidrera, que es va renovar l'any 2006.

## Gràcia

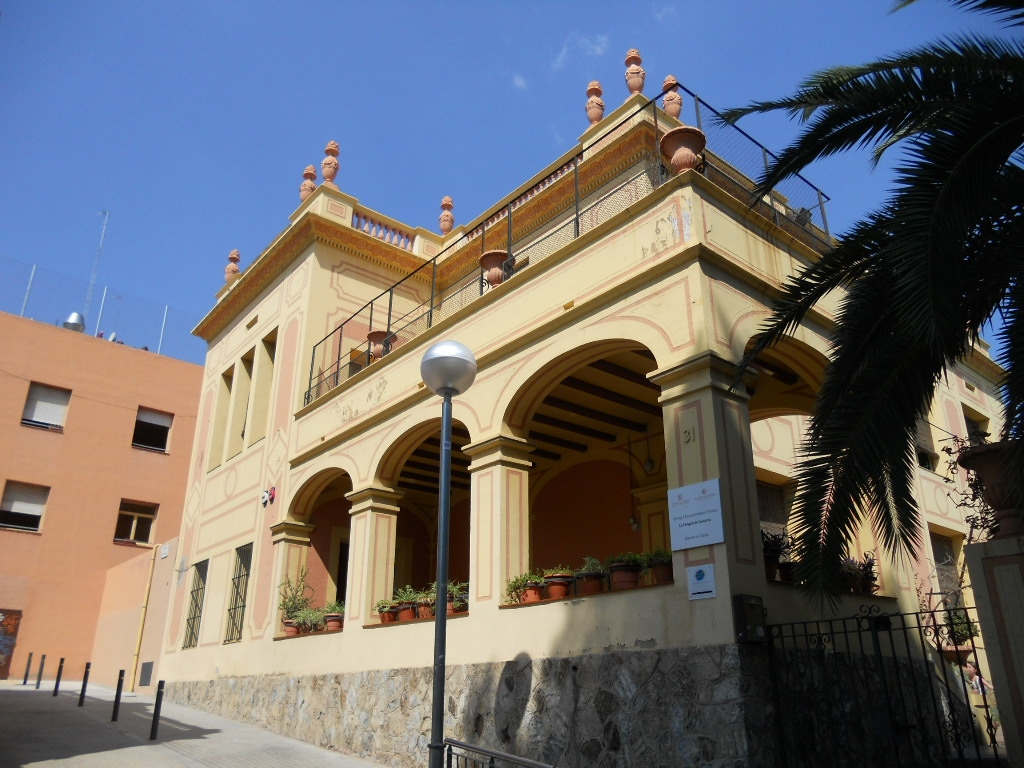
Façana de l'escola La Farigola de Vallcarca.

### Escola La Farigola de Vallcarca
La primera pedra del grup escolar original va esser emplaçada el 17 de novembre de 1918, a la riera de La Farigola, que va donar nom a l'escola. Va substituir l'antiga escola del barri, que havia estat a un hostal i que s'havia clausurat l'any 1913 per raons d'higiene i seguretat.
El pla general de distribució d'edificis escolars signat l'any 1917 va incloure l'edificació d'una escola al solar en qüestió. No era un espai gran, per això es va dissenyar l'edifici per a pàrvuls i nenes, d'acord amb les necessitats del moment. Amb Josep Goday i Casals al capdavant d'aquesta construcció, finalment van ser enllestides les obres l'any 1920 i el març de 1923 es va inaugurar l'escola.
Després de l'ocupació de Barcelona el 26 de gener de 1939 l'escola va canviar el nom per José Bertrán Güell. El model educatiu es va transformar amb el nou règim, tot i això l'esperit de la Farigola no es va perdre i va recuperar el nom original un cop vam arribar a la democràcia.

### Escola Reina Violant
L'escola Reina Violant es va fundar l'any 1932 com “Escuela de Formación Doméstica” situada a la Casa Trinxet, una casa modernista pertanyent a la família Trinxet-Mir. El seu origen es remunta a l'any 1883 quan es va crear la “Escuela Provincial de Corte”, al carrer marquès de Santa Ana. Aquesta seria l'antecessora de l'Escola Municipal de Labors i Oficis per a la Dona fundada el 1913 i ubicada a un edifici de la ronda de Sant Antoni.
L'any 1920 es va crear la secció d'ensenyament domèstic, un programa que formava mestres especialitzats en aquest àmbit. Entre els mestres destaca Rosa Sensat, que també en va ser directora, i que continuarien la seva tasca pedagògica a l'escola de Formació Domèstica del carrer Aribau, inaugurada el curs 1932-33 a la casa Trinxet, dissenyada per Puig i Cadafalch.
Durant la guerra l'escola va romandre tancada i la van reobrir al carrer marquès de Santa Ana.
Malauradament, el 1964 l'Ajuntament de Barcelona encapçalat per l'alcalde José María de Porcioles, va permetre l'enderrocament de la casa Trinxet perquè l'empresa Núñez i Navarro hi construís un edifici d'oficines. Finalment, l'any 1974 es va construí un nou edifici al carrer Trilla, i es va canviar el nom. El 2000 es va remodelar l'edifici adaptant-lo a les noves necessitats del segle XXI. L'origen del nom, encara que no està clarificat, sembla que referia a la reina Violant d'Hongria, esposa del rei Jaume I el Conqueridor, però ara es refereix a la reina Violant de Bar, esposa del rei Joan I de Catalunya, que va ser qui va portar la celebració dels Jocs Florals de la cort de Provença.

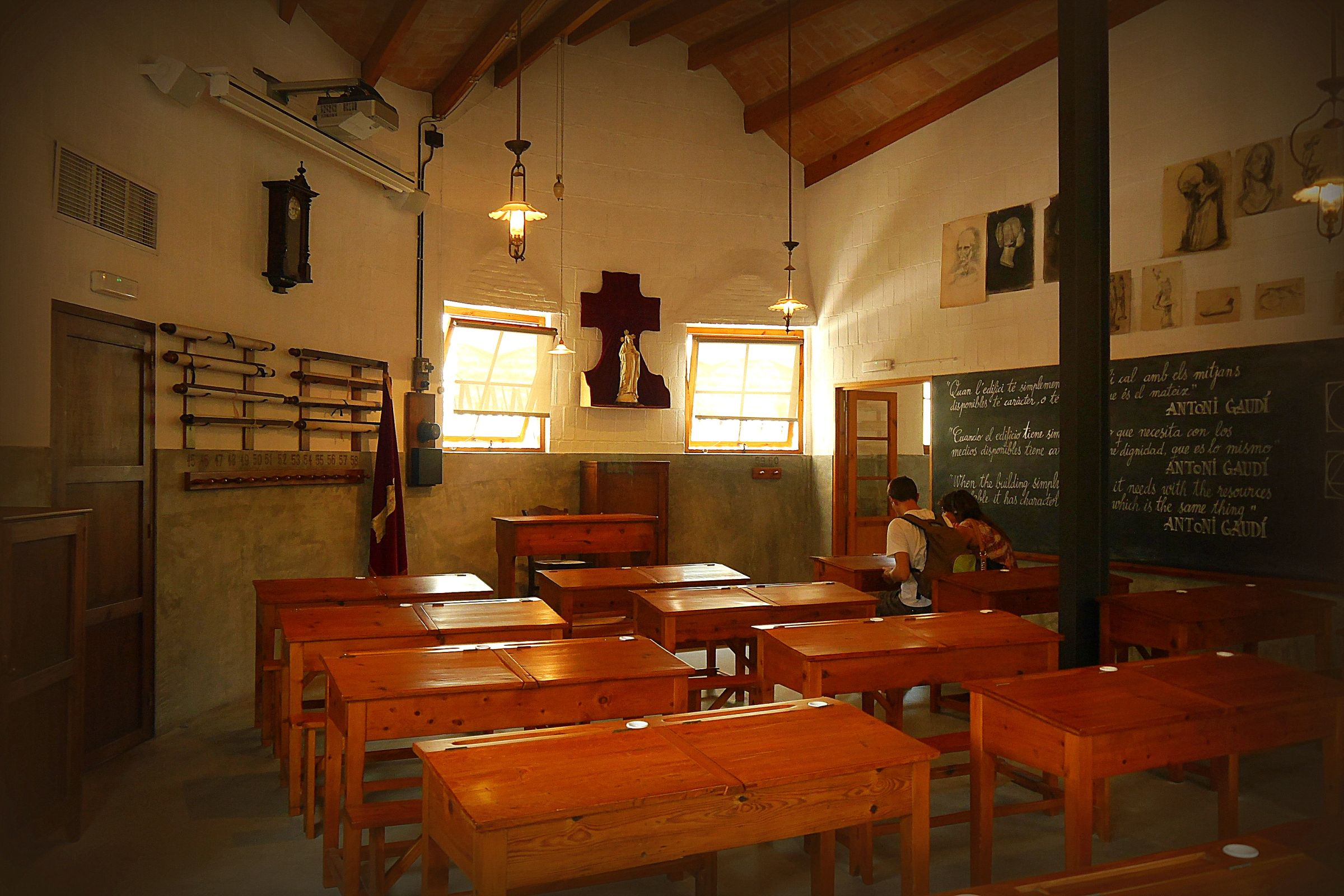
Aula de l'escola històrica de la Sagrada Familia.

### Escola Sagrada Família
El Patronat de la Sagrada Família es va fundar l'any 1903 amb la finalitat d'educar i catequitzar la joventut del barri. Així, el 21 de febrer de 1904 s'inaugura un local al carrer Sardenya que va funcionar com a grup escolar. El juliol de 1936 la Generalitat de Catalunya es va fer càrrec de l'escola, canviant el nom a Escola Unificada Claror, i convertint-la en una escola laica, catalana, mixta, popular i amb noves corrents pedagògiques.
Un cop acabada la guerra civil, el gener del 1939, l'escola va passar a ser propietat de la Congregació Mariana de Barcelona. A la dècada dels 40 es reprenen les activitats escolars, només per a nens i fins a la dècada dels seixanta no tornarà a ser mixta. El setembre de 1976 s'inauguren els locals actuals de l'escola, i donat que la Companyia de Jesús no volia fer-se'n càrrec per problemes econòmics, els treballadors i famílies van constituir una cooperativa mixta d'ensenyament que va iniciar activitat l'any 1978 amb el nom Claror Societat Cooperativa Limitada. Finalment, el 30 de novembre del 1979 és signà la cessió sobre la propietat i l'escola passar a anomenar-se Escola Sagrada Família i el setembre de 1987 s'integrà dins la xarxa pública de centres d'educació infantil i primària.

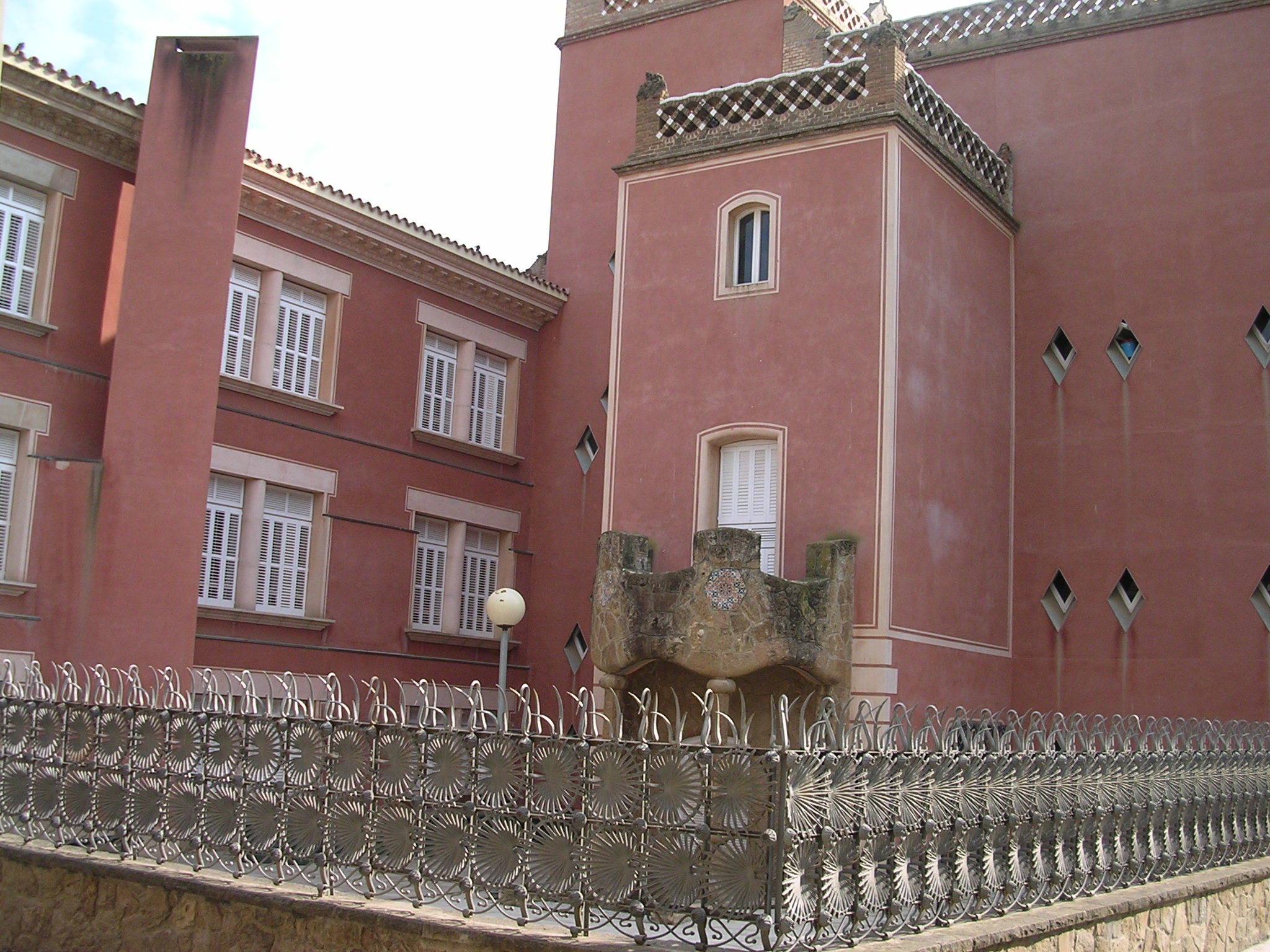
Façana de l'escola Baldiri Reixac ubicada al Parc Güell.

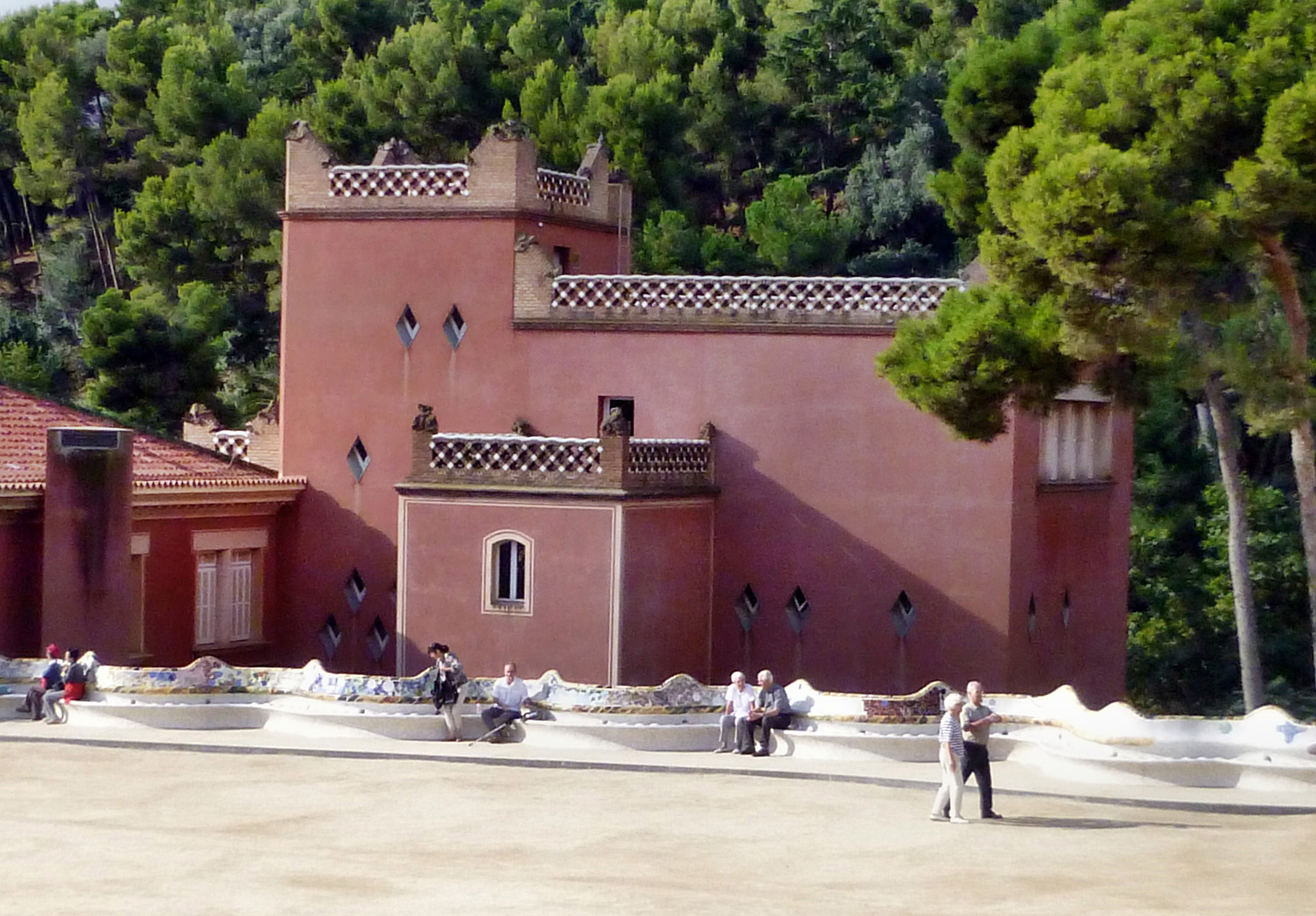
L'escola des del Mirador de les Tres Creus del Parc Güell.

### Escola Baldiri Reixac
L'edifici original de l'escola és una antiga masia del segle XVIII, utilitzada com a residència d'estiu pel mecenes i financer Eusebi Güell. El compte Güell va finançar el disseny d'un parc d'estil anglosaxó, un projecte de ciutat-jardí encapçalat per l'arquitecte Antoni Gaudí.
El compte va veure que la idea no fructificava, per això va vendre el parc a l'ajuntament i va acabant essent el que avui dia coneixem com Park Güell. El Baldiri Reixac, anomenat així en commemoració del pedagog empordanès nascut l'any 1703, va canviar el nom a “General Primo de Rivera” durant la dictadura, tot i que l'any 1983 va tornar a recuperar el nom original. Un any més tard, la UNESCO proclamava el Park Güell com a Patrimoni de la Humanitat. L'any 1985 l'Ajuntament de Barcelona va projectar traslladar l'escola, encara que va tenir l'oposició frontal de la comunitat escolar i al final van rehabilitar l'edifici. Durant el curs 1993-94 es van traslladar a la Institució Pinadell, fins que el 19 d'abril de 1995 es va inaugurar de nou l'edifici ja remodelat.

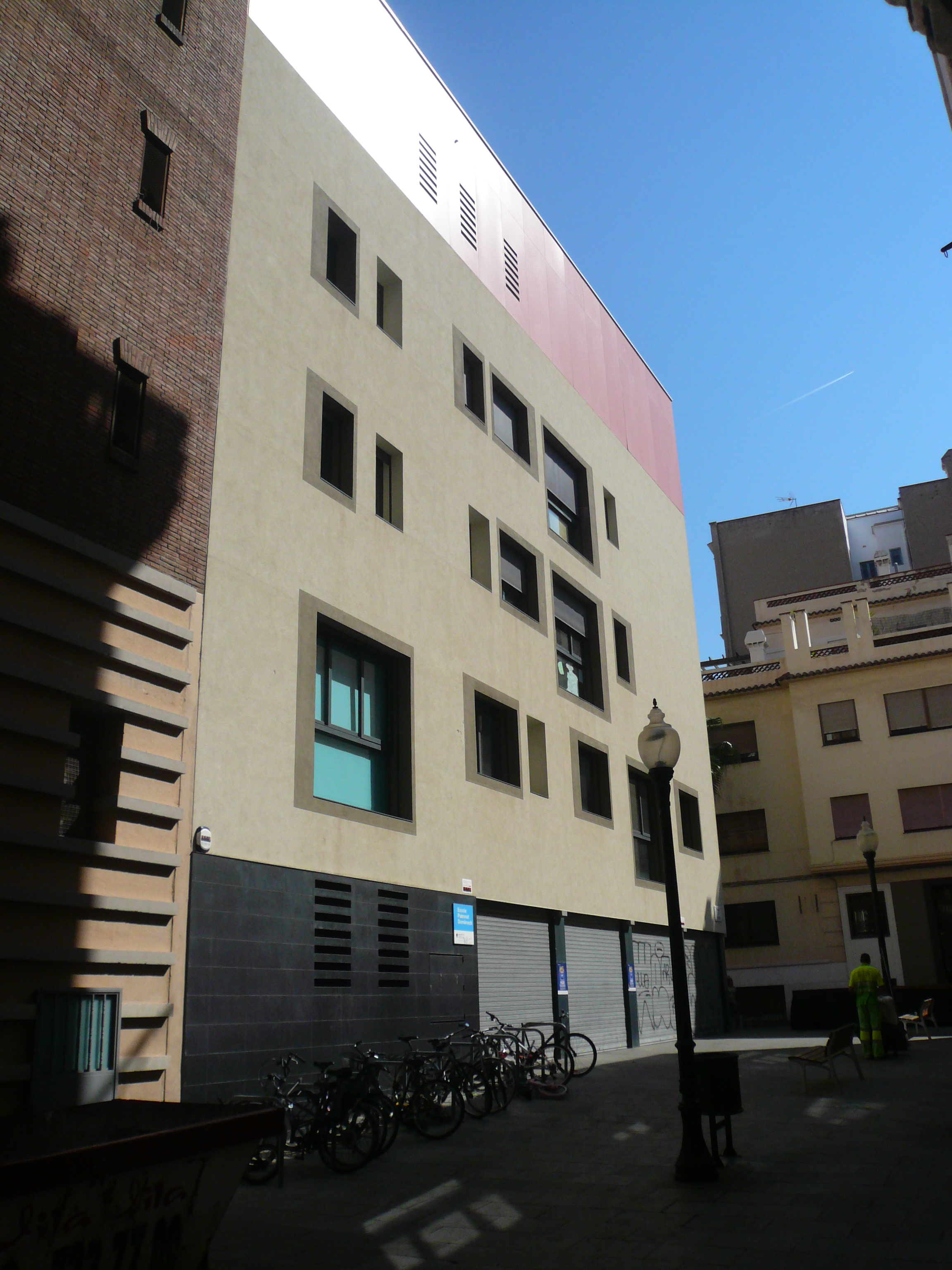
Actual seu de les escoles del Patronat Domènech.

### Escola Patronat Domènech
Les escoles Domènech es funden el 17 de juliol de 1901 amb plantejaments pedagògics d'escoles tradicionals, tot adaptant una casa particular. El 1916 es constitueix el Patronat de les Escoles després de la mort d'Adela Domènech. A partir del 1919 es renova el professorat i l'edifici, i esdevé una de les escoles més modernes pel que fa a les tècniques pedagògiques. El director d'aquella època i que va liderar una autèntica revolució va ser Artur Martorell, que va donar protagonisme a l'educand i no a l'educador, tot plantejant el procés d'aprenentatge dins l'activitat natural de l'alumne.
Després de la Guerra Civil les institucions escolars van esser controlades per la dictadura, fins a la creació de la institució Rosa Sensat el 1965, que reprèn la idea que l'escola està al servei de la societat.
Amb la democràcia reneix les Escoles del Patronat Domènech i a partir del 1981 l'ajuntament reformà l'escola i li atorgà una nova orientació pedagògica. Uns anys més tard, el 1986 es renova l'edifici, uns anys després s'afegeix una sala polivalent. Finalment el 2010 s'enderroca la vella escola i es comencen les obres del nou edifici que es va estrenar l'abril de 2012.

## Horta-Guinardó

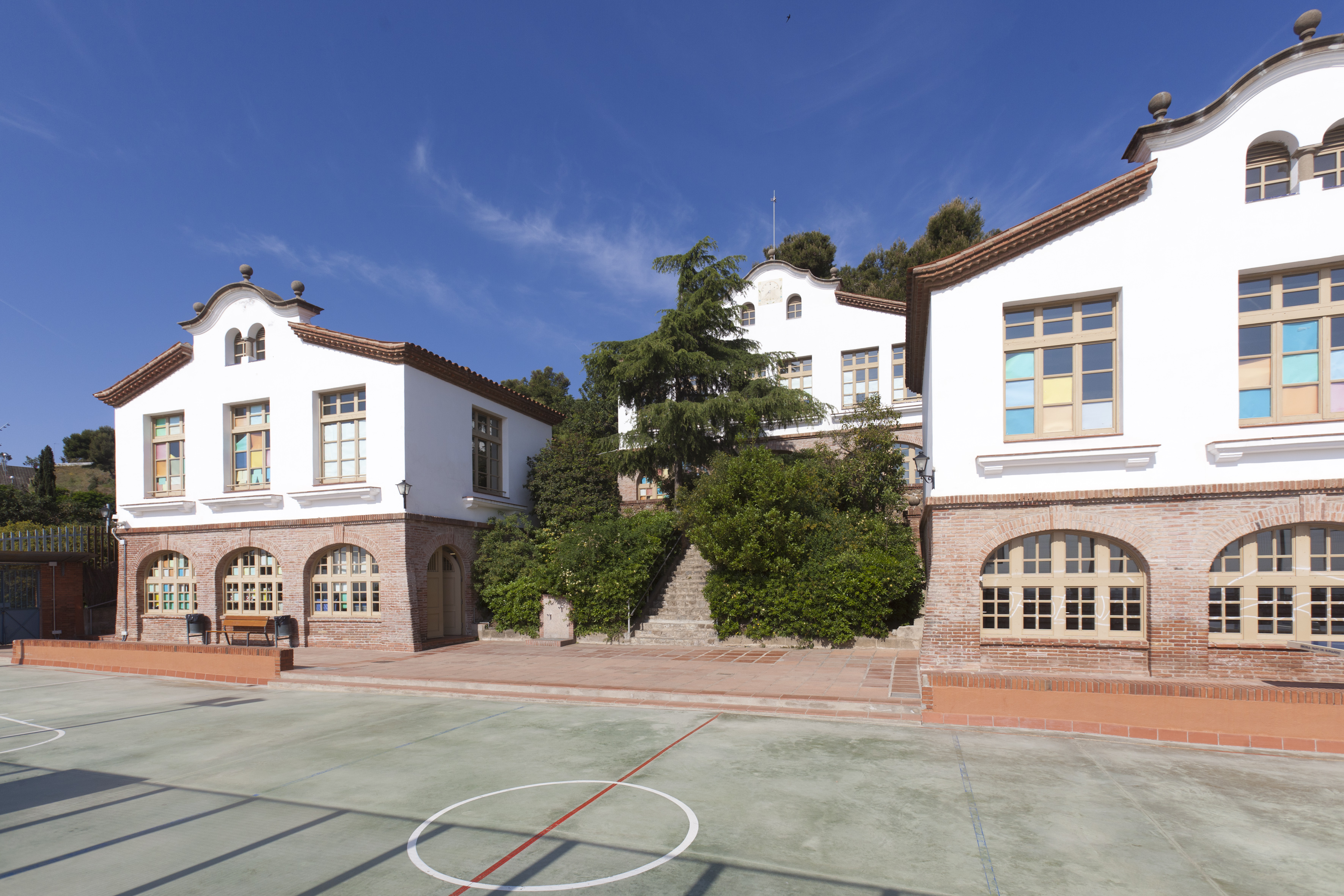
Façana del grup d'edificis de l'escola del Parc del Guinardó.

### Escola Parc del Guinardó
La creació de l'actual Escola Municipal Parc del Guinardó, antigament coneguda també com a Escola Bosc del Guinardó, Escola del Guinardó o, simplement, Escola del Parc, va ser acordada per l'Ajuntament de Barcelona el 22 de novembre de l'any 1921, i es va inaugurar el 5 de novembre de 1923. Va ser una de les escoles "a ple aire" creades per tal de millorar les condicions de salut dels infants a la ciutat i a les escoles. Així mateix, va ser un dels primers centres escolars en utilitzar mètodes pedagògics moderns ideats per pensadors com Decroly, Montessori o Jacques-Dalcroze, que concedien una importància extraordinària a les activitats d'observació a l'aire lliure i a l'educació estètica (dibuix, música i dansa), partint dels principis de llibertat, activitat i individualitat i que van fer d'aquesta escola un centre molt diferent a les escoles públiques de l'època, tant pel seu entorn com per la seva metodologia. L'edifici de nova planta va ser dissenyat per l'arquitecte català Adolf Florensa i Ferrer.

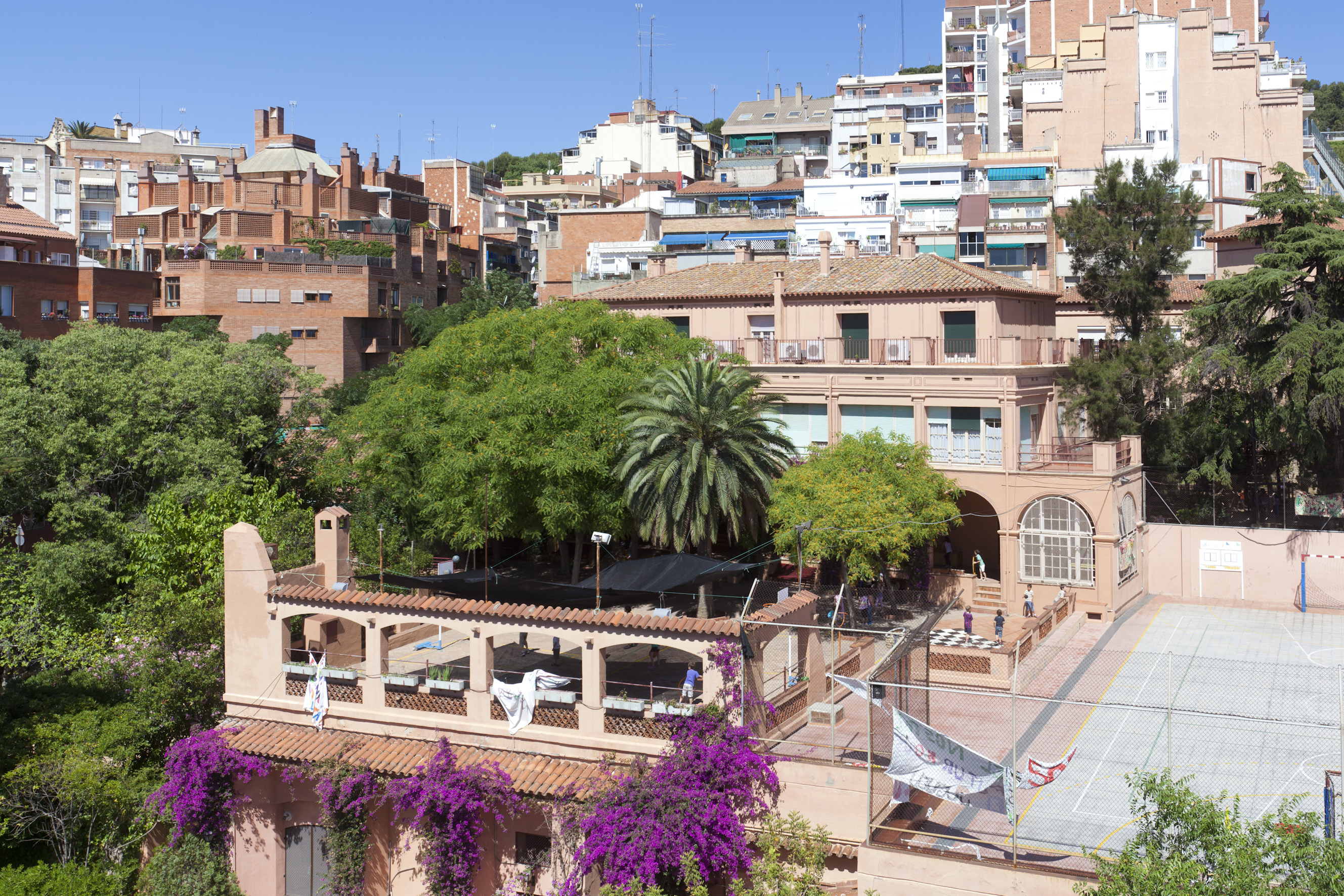
Edifici actual de l'escola del Mar al Guinardó.

### Escola del Mar

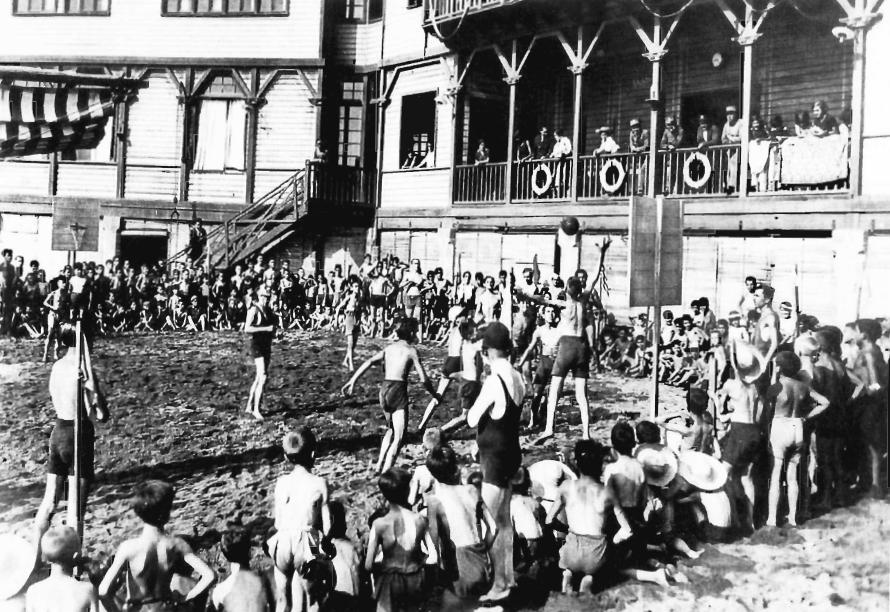
Nens jugant davant de l'edifici original de l'escola del Mar.

L'Escola del Mar possiblement és una de les escoles històriques més conegudes, tant per la seva història com per la seva tasca pedagògica. Va ser inaugurada el 26 de gener de l'any 1922 al barri de la Barceloneta, amb la missió d'apropar els nens i nenes a una educació a l'aire lliure i a prop del mar, allunyant els infants de la contaminació de la ciutat. L'ajuntament tenia la titularitat de l'escola, i el seu emplaçament va ser al final del carrer Almirall Aixada, prop dels banys orientals i amb el frontal direcció cap al mar.
Durant la guerra civil, una nit de gener de l'any 1938 un bombardeig al port de Barcelona per part de les tropes aèries feixistes va fer caure una bomba que va tenir com a resultat l'incendi de l'escola, la qual estava construïda tota de fusta per Josep Goday i Casals.
Un cop finalitzada la guerra, l'escola va tenir una nova seu a la muntanya de Montjuïc, a prop de la font del Gat a la Rosaleda, en un edifici on avui situem el Museu Etnològic. Les dimensions de l'edifici no eren idònies, per això nou anys després, el novembre de 1948 es va inaugurar el tercer i definitiu emplaçament al barri del Guinardó. Era una antiga residència particular adquirida per l'Ajuntament de Barcelona.

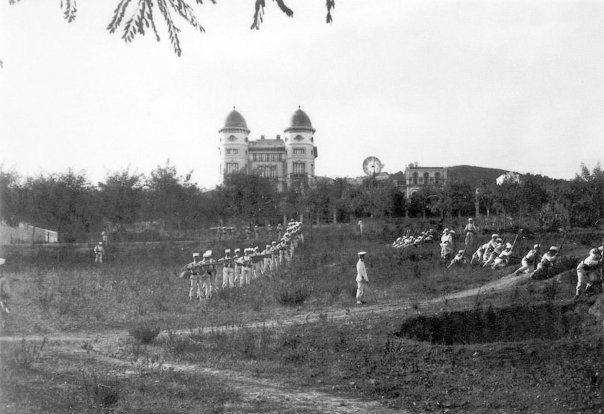
Fotografia històrica del Mas Casanovas amb homes treballant el terreny davant.

### Escola Mas Casanovas (Pau Vila)
L'escola Mas Casanovas és una escola pública situada al carrer del Mas Casanovas, prop de l'Hospital de Sant Pau. L'edifici va esser construït com una torre-castell el 1900, i 'utilitzaven jugadors del F.C. Barcelona que durant una temporada feien servir habitacions com a vestuaris, perquè el camp estava a la zona del Guinardó.
El 1914, els Casanovas van cedir l'edifici a la Guàrdia Civil, que el va utilitzar fins a l'any 1934, quan la Generalitat el va convertir en el Grup Escolar Pau Iglesias, essent l'arquitecte Josep Goday i Casals l'encarregat de reformar-lo.
Després de la Guerra Civil, l'edifici tornà a ser una caserna de la Guàrdia Civil, fins que el 1950 es va convertir en el Grup Escolar Obispo Irurita. Fins a la dècada del 1980 no es van reprendre reformes, dirigides per Jordi Romeu. El setembre de 1987 s'hi reprengueren les classes i es va inaugurar oficialment el 1989, canviant el nom a Mas Casanovas.

### Institut Ferran Tallada
L'Ajuntament de Sants va aprovar el dia 1 d'octubre de 1891 la creació d'una escola de Tall i Confecció encara que la manca de recursos no va fer possible la seva creació. L'ateneu de Sants, amb un paper fonamental a la societat de l'època, va pressionar al consistori barceloní tot demanant els mateixos recursos que Sant Martí i Gràcia, que ja disposaven una escola professional. L'ateneu va desaparèixer l'any 1908 a causa dels deutes que va contraure. El local va passar a mans del Fomento de Obras y Construcciones, que va oferir a l'ajuntament els baixos del local. Després d'unes reunions, finalment el 29 de maig de 1909 l'ajuntament va decidir crear en el local l'escola del districte VII.
El director en el moment de la fundació era Carles Pi i Sunyer. El 1918 es canvia el nom a Escola Complementària d'oficis Arnau Vilanova. El 1931 Carles Pi i Sunyer va deixar el càrrec per ficar-se en política, substituint-lo Ramón Jardí i Borràs. Després d'unes negociacions per canviar la seu, el 1942 l'escola Arnau Vilanova és traslladada al tercer pis de l'edifici del rellotge de la plaça espanya. El 1952 es va posar el nom actual a l'escola, Ferran Tallada, que va ser un enginyer industrial i catedràtic de l'escola d'Enginyers de Barcelona. Finalment, després d'estar de forma provisional 40 anys a l'edifici del rellotge de la plaça Espanya, l'escola és traslladada el curs 1989-90 al barri del Carmel, al carrer Gran Vista 54, on substitueix l'escola Tramuntana.

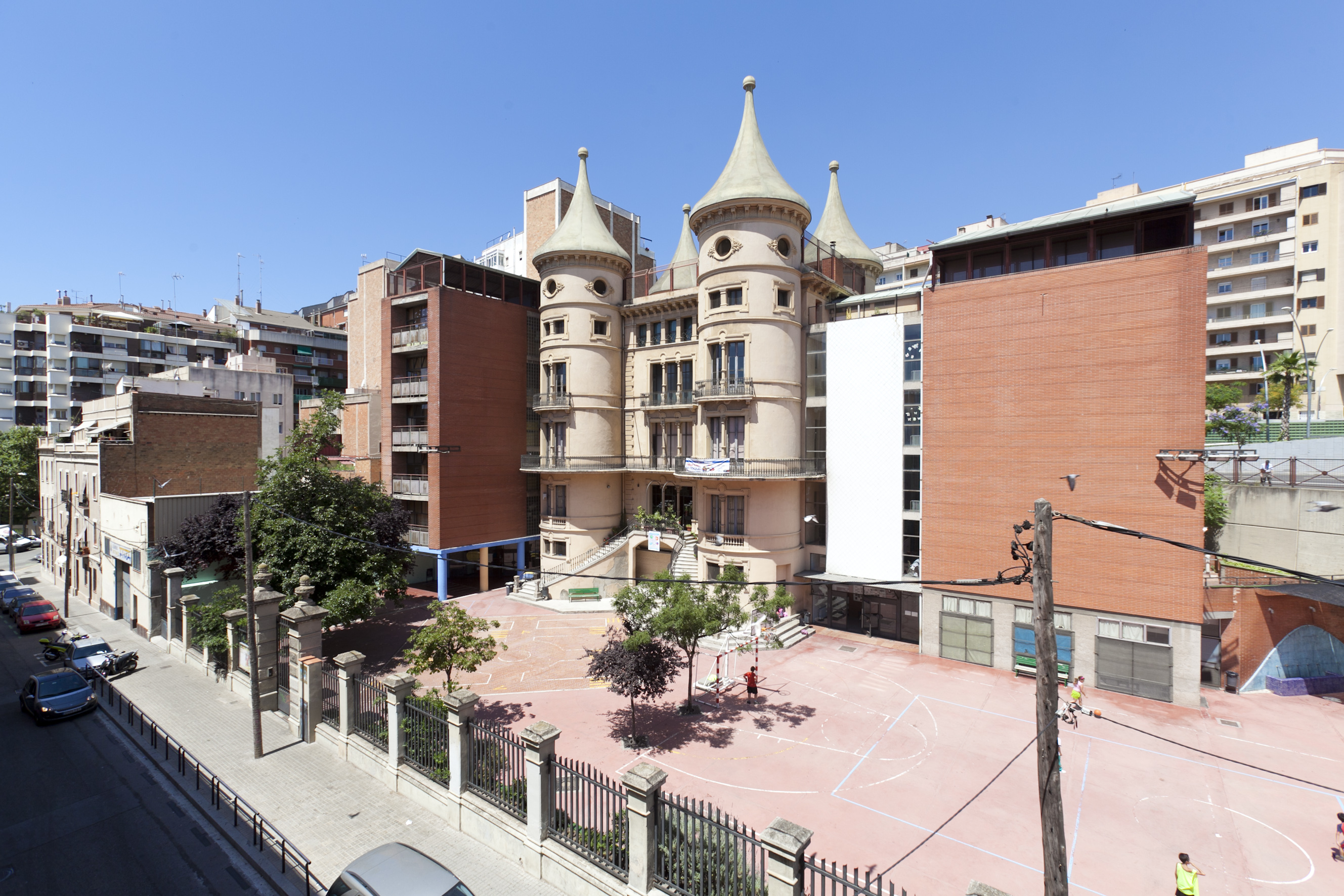
Recinte actual de l'escola Mas Casanovas.

## Nou Barris

### Escola Hermenegildo Giner de los Ríos
El 28 de febrer de 1932, l'alcalde de Barcelona Jaume Aiguader i Miró, va inaugurar un nou grup escolar al costat de les cases barates d'Horta, al Turó de la Peira avui part del districte de Nou Barris.
El barri en qüestió era el quart barri de cases barates i s'anomenava Ramón Albó, encara que es va canviar el nom durant la Segona República a Hermenegildo Giner de los Ríos. Així s'extreu el nom del Grup Escolar, que era un fundador de l'Escola del Bosc i impulsor d'un nou motor pedagògic. El grup escolar estava format per quatre edificis, amb ensenyament primari a l'edifici principal, i ensenyament maternal i pàrvuls als altres edificis, a més de diferents patis per a l'esbarjo. Després de la guerra civil, el centre va canviar de nom a Ramiro de Maeztu.
En l'actualitat les antigues instal·lacions del centre són l'emplaçament del centre de dia Doctor Pi i Molist per a malalts mentals.

## Sant Andreu

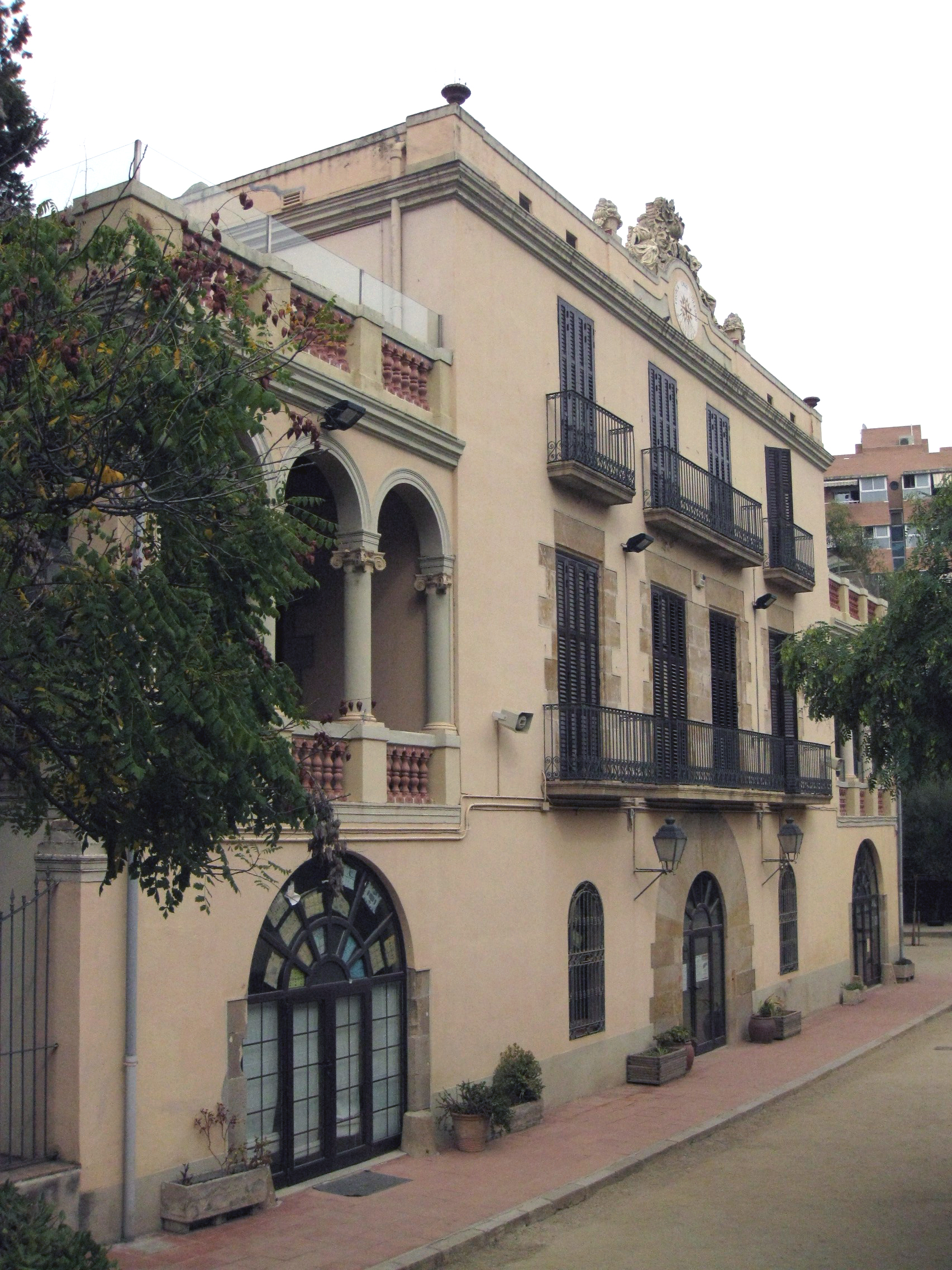
Façana de la Masia de les Carasses, actual seu de l'escola Ignasi Iglesies.

### Escola Emili Juncadella (Francesc Pi i Margall)
Durant la segona república es va crear el centre amb el nom de Grup Escolar Pi i Margall, que es va inaugurar l'any 1931 i que posteriorment el 1939 va adaptar el nom d'Emili Juncadella. El nom Pi i Margall es deu al barri de cases barates del Baró de Viver, que portava el mateix nom, i que es va edificar durant el període de la Segona República. És molt possible que l'edifici original fos destruït durant la guerra civil, perquè el barri estava molt proper a una zona industrial i els bombarders feixistes castigaven molt la zona, per la proximitat d'una fàbrica d'armes col·lectivitzada i de la fàbrica metal·lúrgica La Maquinista, Terrestre i Marítima. La ubicació de l'actual seu es deu probablement als danys que va patir la infraestructura de l'escola durant la guerra.

### Escola Ignasi Iglesias
La fundació de l'escola Ignasi Iglesias respon a una iniciativa del grup “Amics d'Ignasi Iglesias”, que varen fer una recaptació per tal d'aixecar una font en homenatge al poeta i dramaturg. La idea es va transformar tenint en compte que Iglesias era un defensor de la nova escola impulsada per l'Ajuntament, així es van decidir a destinar els diners per a comprar la històrica “Masia de les Carasses” per crear l'escola a l'edifici.
El dia 17 de novembre de 1931 l'escola obre les portes, formant part del Patronat d'Escoles Municipals i durant la Segona República la directora era Montserrat Roca i Baltà, que va centrar les directrius del centre en una renovació pedagògica. Aquesta renovació es va aturar després de la guerra i el nou règim, que va imposar els seus mètodes pedagògics. La dècada dels 70 i 80 el centre va reprendre un canvi del model pedagògic i l'any 2004 es va celebrar el 75è aniversari.

### Grup Escolar Bonaventura Carles Aribau
L'origen d'aquest grup escolar es troba al barri de cases barates conegut actualment com a Bon Pastor (abans anomenat Milans de Bosch). El règim franquista, en acabar la Guerra Civil, va canviar el nom per "Cristóbal Colón"; i va continuar sent un centre de Primària i, posteriorment, E.G.B, fins que al començar la LOGSE i per la necessitat de Centres de Secundària va començar la transformació d'aquest grup escolar en la Secció d'Institut públic Cristòfor Colom, l'any 1992, segons la seva pàgina web. i que va tancar a finals del curs 2018/19 per a transformar-se en una Escola de Jardineria, que resta encara per inaugurar al 2021.

## Sant Martí

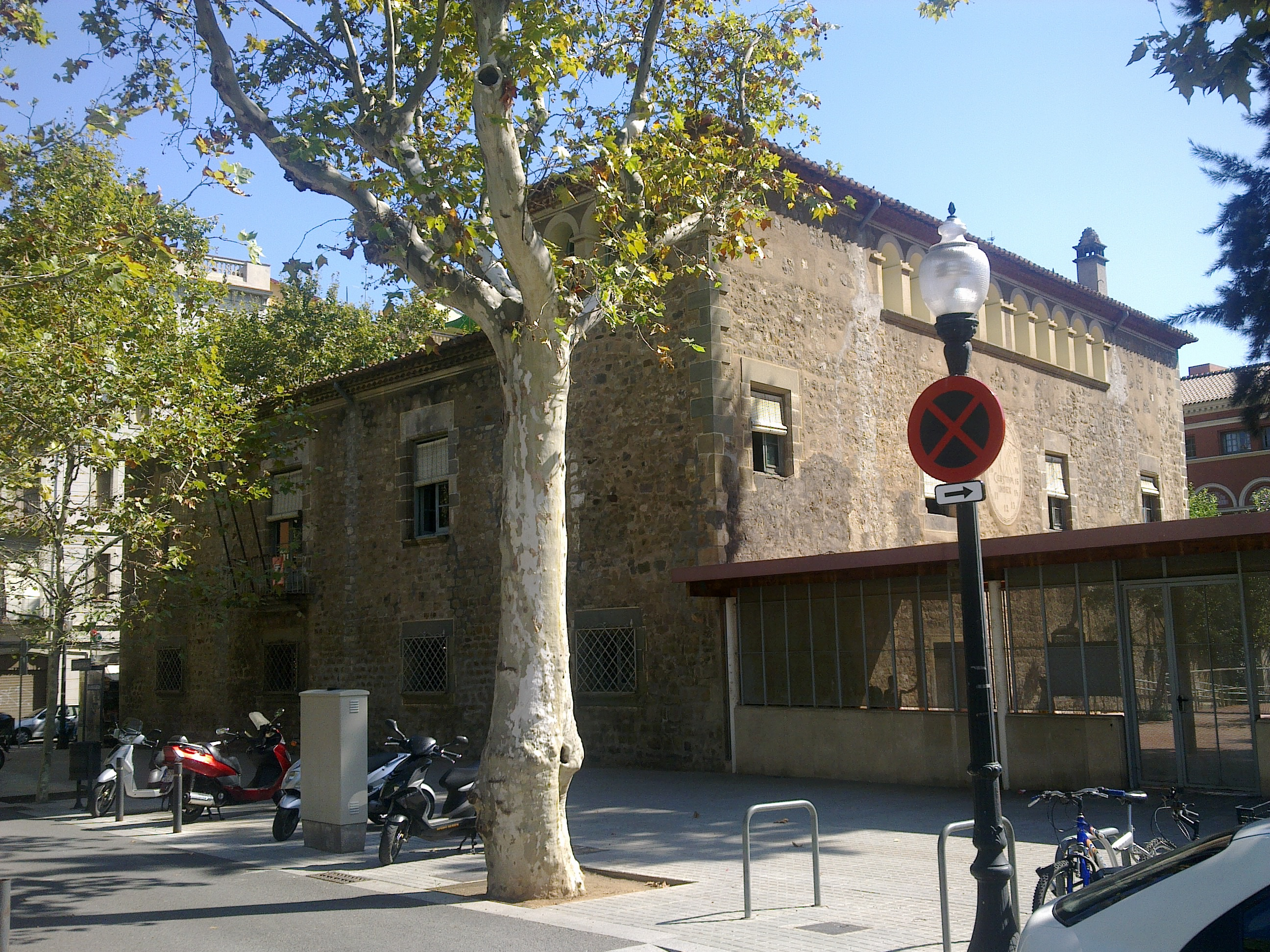
Torre de Sant Joan, part de l'escola Casas, a la plaça Valentí Almirall.

### Escola Municipal Casas
Els orígens de l'edifici de l'Escola Casas es remunten l'alta edat mitjana, l'any 1142, quan les terres de Sant Martí de Provençals van ser cedides pel Bisbe de Barcelona, Arnau Ermengol, a l'Orde de Cavallers Hospitalaris de l'Orde de Sant Joan de Malta de Jerusalem. En concret els terrenys coneguts com a “Mansi del Clot”, que posteriorment es van subdividir per la gran extensió que ocupaven. Cap a l'any 1151-60 un personatge conegut com a Fra Pere va obtenir el permís d'edificar cases al voltant de la ciutat amb la finalitat d'hostatjar peregrins. Aquesta zona era un lloc estratègic, perquè era l'entrada i sortida de la ciutat, per aquest motiu l'Orde tenia un tarannà militar i les cases construïdes van tenir un objectiu secundari eminentment defensiu. Una d'aquestes cases va ser la Torre de Sant Joan, edificada al lloc conegut com a “Clot de la Mel”, encara que queden molt poques restes avui dia, estava exactament ubicada on està l'escola.
La torre va desenvolupar diferents funcions, va començar com un castell d'habitatge senyorial, però també va ésser un hospital. Des del final del segle XV i durant els segles XVI i XVII es va arrendar a diferents ciutadans, tot adaptant-se a les noves necessitats organitzatives d'una explotació agrària.
Durant els conflictes del segle xvii va seguir essent arrendada, tot i que a la fi del segle es va reconstruir pels danys que va sofrir durant la revolta dels segadors.
A principi del segle xviii, i gràcies a la donació del Fra Nicolau Cotoner, es varen realitzar obres de reforma importants. La torre es va restaurar, ampliant-la i creant finestres, d'aquesta època pertanyen la majoria de restes que es conserven avui dia. El 22 de maig de 1729 es va arrendar la finca de nou, el Fra Joseph Roig, comanador de Barcelona va ordenar construir una capella adjacent a la torre amb elements de l'antiga, obres dirigides per Gabriel Coll. Va ser durant el període comprès entre el 1820 i el 1823 que l'Orde va perdre la titularitat sobre la casa i les terres a causa de la disposició del govern sobre la confiscació de bens eclesiàstics dins de la Revolució de 1820. El desembre de 1823 Nicolás Dameto, el procurador de l'Orde, va recuperar la finca que estava en poder del comerciant Joan Casas Vilarrubias, i la va tornar a arrendar. Per tal de crear una carretera veïnal que unís Poblenou amb Sant Martí, es van cedir una part dels terrenys i se li va donar de nom carretera veïnal de Sant Joan, i que més tard, es va anomenar Sant Joan de Malta, nom que encara avui manté. A mitjans del segle XIX la desamortització va fer que les terres passessin a mans privades. El 1854 la casa i els terrenys els va adquirir Raymon Casas i Jordà, qui les va heretar a la seva filla Camila Casas i Jover.
L'actual districte de Sant Martí va passar de ser unes terres plenes d'explotacions agràries amb pocs habitants a ser un espai ple de fàbriques i habitatges d'obrers, a causa del procés d'industrialització de Catalunya.
Una d'aquestes fàbriques era la Casas-Guarro, família també propietària de la torre de Sant Joan. Antoni Falguera va ser l'encarregat de transformar l'espai en un alberg nocturn per a captaires el 1908. Posteriorment l'any 1921 Lluís Guarro i Casas, regidor de l'Ajuntament, va oferir en nom de la seva mare la torre i els terrenys, per tal que es construís una escola per a nenes. Tot i això, fins al 1930 no es va arribar a un acord complet, a raó que no es permetien les classes en català i era una de les condicions de la senyora Casas.
Finalment, amb l'edifici ja propietat de l'Ajuntament, es va encarregar a Josep Goday i Casals el projecte de l'Escola Casas. Les obres començaren el 12 de novembre de 1930 i la recepció final el 30 de desembre de 1933.

### Institut Juan Manuel Zafra
L'Institut Municipal Juan Manuel Zafra va ser creat l'any 1892, com a Escola d'Arts i Oficis de Sant Martí de Provençals, essent el primer emplaçament provisional, la part alta de l'ajuntament de Sant Martí, on hi havia l'acadèmia de Música. A la fi de gener de 1984, es va instal·lar al carrer del Clot número 46, al primer pis de la casa Golarons. A mitjans del curs 1894-95 tornà a canviar d'emplaçament al carrer Joan de Malta número 49, on va romandre cinc anys. L'any 1901 l'escola va traslladar-se al Saló d'actes de la Tinència d'alcaldia, a prop del local anterior. Tot i això, cap dels edificis reunia les condicions mínimes d'higiene i salubritat.
Finalment, el 1907 es va procedir a comprar un solar i fer una construcció, que inicialment era el projecte d'asil nocturn reprès posteriorment en el projecte de l'escola Casas, que va acabant essent l'escola. El nou emplaçament era el carrer Rogent, antic carrer Bogatell, que és l'actual seu.
L'institut el van dissenyar els arquitectes Antoni Falguera i Sivilla i Pere Falqués i Urpí. Uns anys després ja assolia el nom i les funcions com “Escuela Municipal de Artes y Oficios de Sant Martí de Provençals”, del 1911 fins al 1918, es va substituir per “Escuela Complementaria de Oficios Francisco Aragó” i finalment el 1952 el nom actual Juan Manuel Zafra, arquitecte extremeny autor d'un dels primers tractat sobre el formigó armat.